# Karneval, Fastnacht und Fasching
Als Karneval, Fastnacht, Fassenacht, Fasnacht, Fasnet, Fasching, Fastelovend, Fasteleer oder fünfte Jahreszeit bezeichnet man die Bräuche, mit denen die Zeit vor der vierzigtägigen Fastenzeit gefeiert wird. Die Fastenzeit beginnt mit dem Aschermittwoch und dient der Vorbereitung auf das Osterfest. Der Karneval wird sehr unterschiedlich begangen; Karnevalsumzüge, Karnevalslieder, Masken und Faschingskostüme spielen die Hauptrollen.
Im deutschen Sprachraum sind Hochburgen das Rheinland und die schwäbisch-alemannische Fastnacht. Eine eigenständige Vitalität entwickelte der Karneval in Lateinamerika, etwa beim Karneval von Oruro oder dem Karneval in Rio. Bekannt sind auch der Karneval in Venedig, in Kanada der Karneval von Québec, der Karneval in einigen Orten der belgischen Ostkantone sowie in Spanien der Karneval von Santa Cruz de Tenerife und der Karneval in Cádiz.
Auch in den Südstaaten der Vereinigten Staaten gibt es eine ausgeprägte Karnevalstradition. Man verwendet etwa in New Orleans die französische Bezeichnung Mardi Gras (Fetter Dienstag, Fastnachtsdienstag). Der Karneval in Namibia findet an verschiedenen Orten des Landes statt und hat keinen zeitlichen Bezug zur Fastenzeit mehr.

## Geschichte

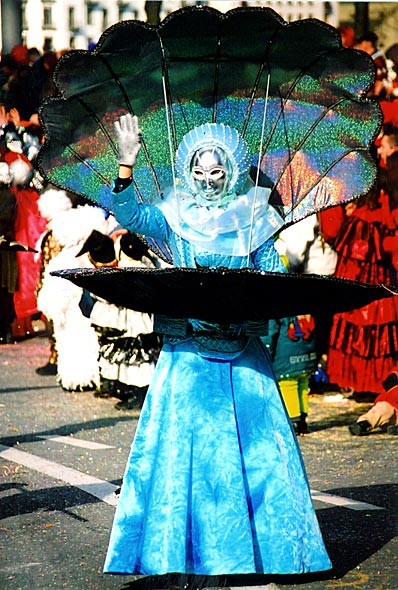
Fasnachtsumzug in Luzern

### Altertum
Vorläufer des Karnevals wurden bereits vor 5000 Jahren in Mesopotamien gefeiert, im Land mit den ersten urbanen Kulturen. Eine altbabylonische Inschrift aus dem 3. Jahrtausend v. Chr. gibt Kunde davon, dass unter dem Priesterkönig Gudea ein siebentägiges Fest gefeiert wurde und zwar nach Neujahr als symbolische Hochzeit eines Gottes. Die Inschrift besagt: „Kein Getreide wird an diesen Tagen gemahlen. Die Sklavin ist der Herrin gleichgestellt und der Sklave an seines Herrn Seite. Die Mächtige und der Niedere sind gleichgeachtet.“ Hier wird zum ersten Mal das Gleichheitsprinzip bei ausgelassenen Festen praktiziert und dies ist bis heute ein charakteristisches Merkmal des Karnevals.
In allen Kulturen des Mittelmeerraumes lassen sich ähnliche Feste, die meist mit dem Erwachen der Natur im Frühling in Zusammenhang stehen, nachweisen: In Ägypten feierte man das ausgelassene Fest zu Ehren der Göttin Isis und die Griechen veranstalteten es für ihren Gott Dionysos und nannten es Apokries.
Die Römer feierten vom 17. Dezember bis 19. Dezember die Saturnalien zu Ehren ihres Gottes Saturnus. Das Fest war verbunden mit einem öffentlichen Gelage, zu dem jedermann eingeladen war. Hinrichtungen wurden wegen der Saturnalien verschoben. Sklaven und Herren tauschten zeitweise die Rollen, feierten und saßen gemeinsam myrtenbekränzt bei Tische, tranken und aßen, konnten jedes freie Wort wagen und überschütteten sich mit kleinen Rosen. Aus den Rosen entstand möglicherweise das in unseren Tagen bekannte Konfetti. Die Römer veranstalteten bereits farbenprächtige Umzüge, bei denen ein geschmückter Schiffswagen umhergezogen wurde.
Jedoch werden in der aktuellen Forschung Termine wie Saturnalien oder Lupercalien als Ursprung des Fastnachtsbrauchtums stark angezweifelt. In vielen Masken, Figuren und Bräuchen scheinen sich auch vorchristliche Riten, beispielsweise solche der keltischen Religion, erhalten zu haben, die den Wechsel vom kalten Winterhalbjahr in das warme und fruchtbare Sommerhalbjahr beinhalten. Den Winter habe man versucht zu vertreiben, indem man sich als Geister, Kobolde und unheimliche Gestalten aus der Natur verkleidete und mit Holzstöcken wild um sich schlug oder mit einer Rassel oder Ratsche (Schnarre) Lärm machte. Bei Fasnachtsbräuchen in Tirol und Südtirol findet die Symbolisierung des Kampfes zwischen Licht und Finsternis, zwischen Gut und Böse, zwischen Frühling und Winter immer noch statt. Beispielhaft dafür ist der Egetmannumzug in Tramin oder das Mullerlaufen in Thaur. Auch das Osterlachen, das „rituelle Auslachen der Gottheit“, gilt als eine mögliche Quelle der Fasnachtsbräuche.
Germanische Theorien (sogenannte Kontinuitätsprämissen) hatten insbesondere während des Nationalsozialismus Konjunktur, werden heute aber teilweise unbewusst noch immer zitiert. Die Skepsis gegenüber allen Theorien, die eine Überlieferung germanischen oder keltischen Brauchtums annehmen, hält seit 1945 ungebrochen an. Es ist aus diesem Grund davon auszugehen, dass über mehrere Jahrhunderte keine Feste ähnlich der Fastnacht stattfanden, sondern diese eher im hohen und späten Mittelalter mit der Fastenzeit entstanden.

### Mittelalter

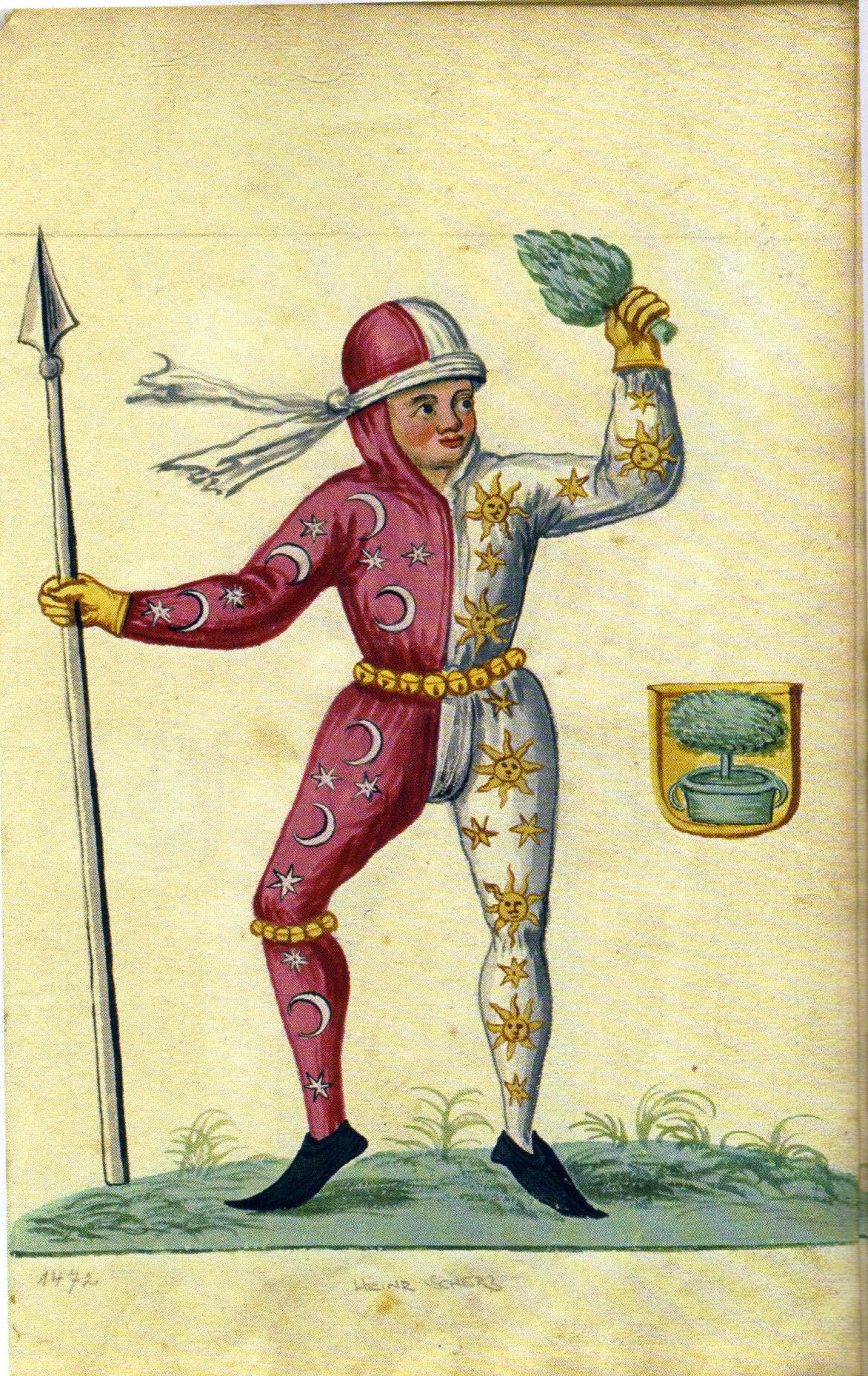
Ein Nürnberger Schembartläufer (1472)

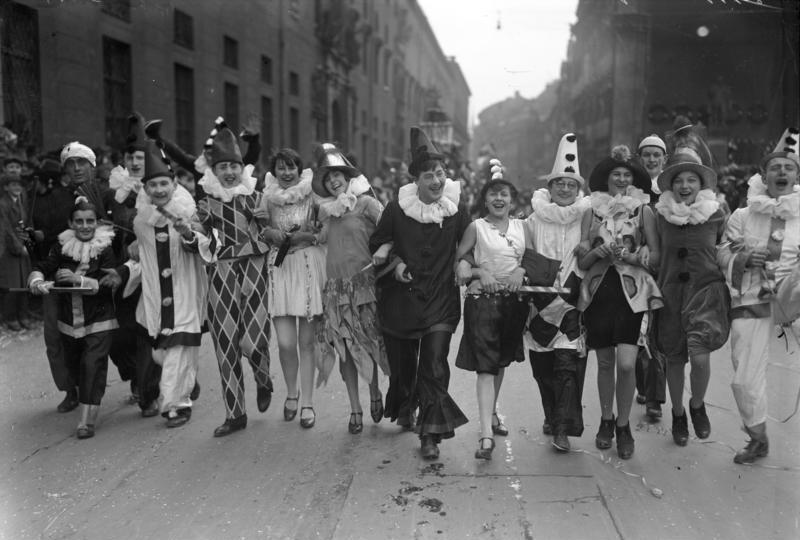
Straßenkarneval 1932

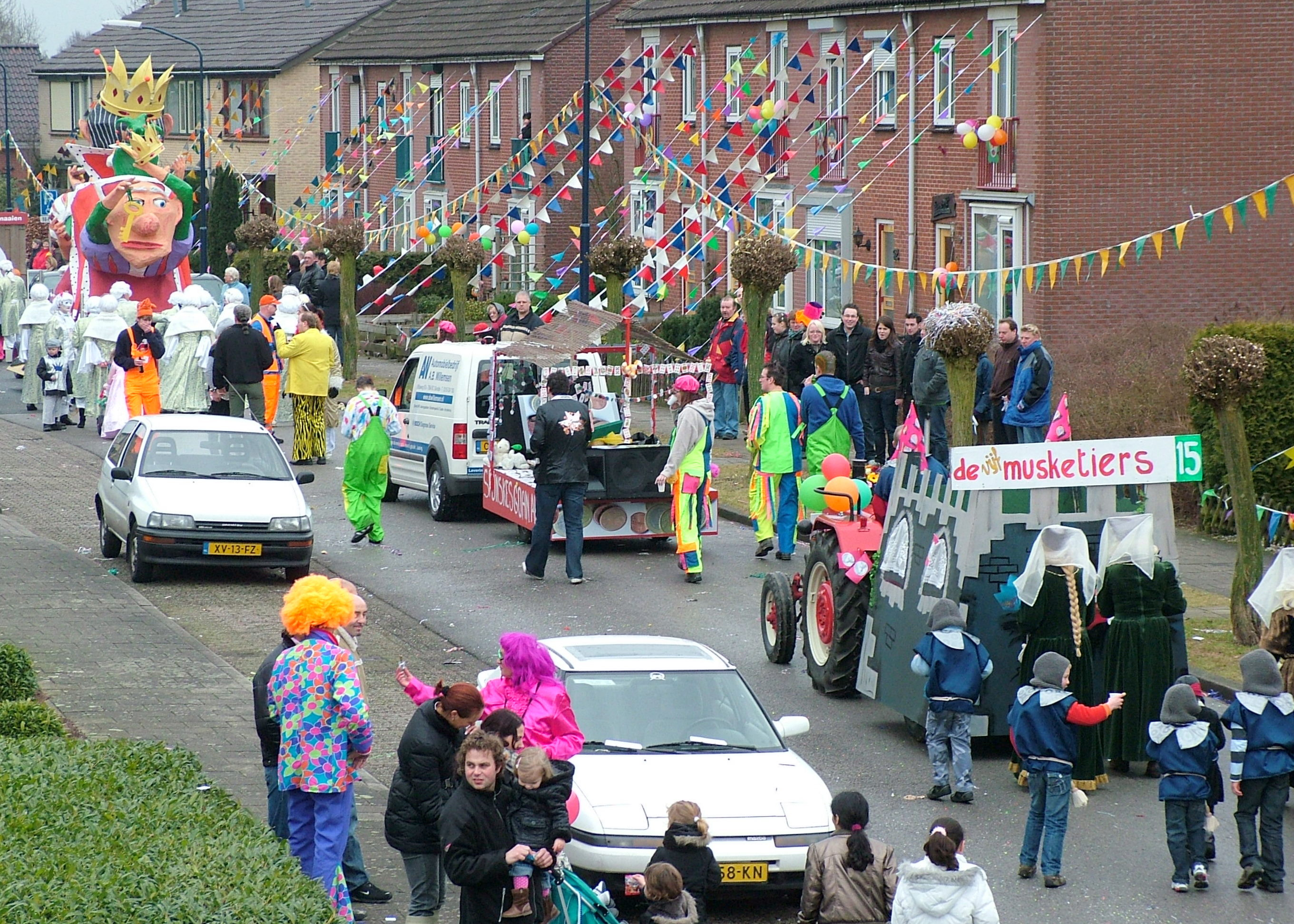
Straßenkarneval in einem katholischen Dorf in den östlichen Niederlanden (2009)

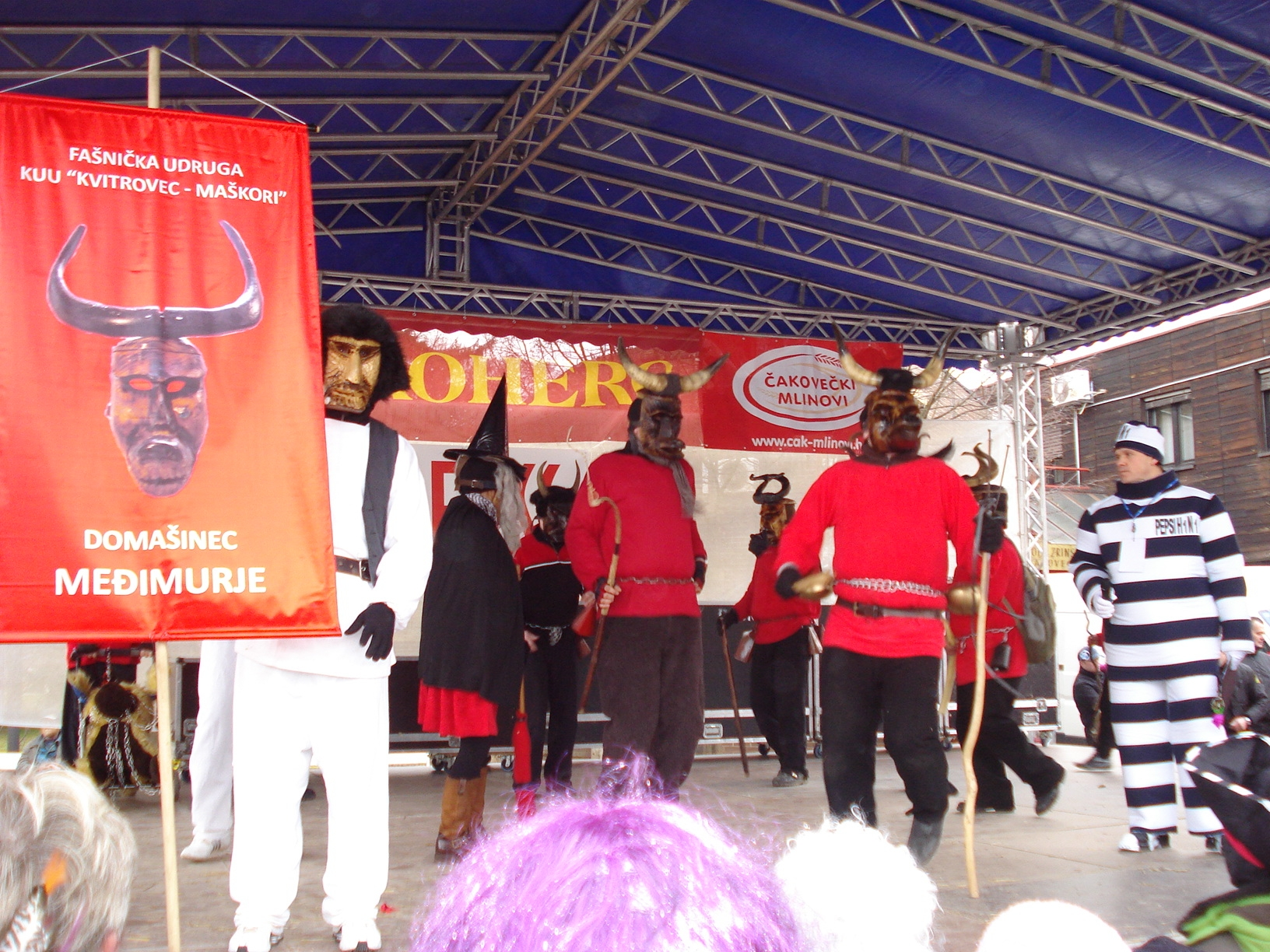
„Fasching von Međimurje“, Nordkroatien (2011)

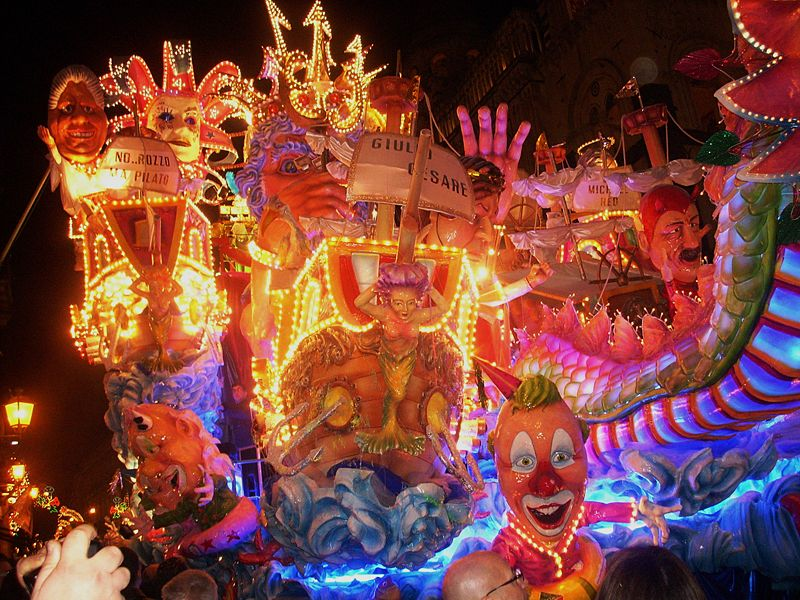
Der Karneval von Acireale bei Catania ist der älteste Siziliens

Im mittelalterlichen Europa feierte man vom 12. Jahrhundert bis zum Ende des 16. Jahrhunderts „Narrenfeste“ um den Epiphaniastag, den 6. Januar. Zwar fanden solche Feste auch in Kirchen statt, sie waren jedoch keine kirchlichen Feste. Dabei übernahmen die unteren Kleriker vorübergehend Rang und Privilegien der höheren Geistlichkeit. Kirchliche Rituale wurden parodiert. Selbst ein „Papst“ wurde gekürt; am 28. Dezember, dem Tag der unschuldigen Kinder, wurde oftmals ein Kinderbischof ausgewählt. In Gestalt von Prozessionen wurden auch die Bewohner der Städte am Fest beteiligt. Auch während der eigentlichen Karnevalstage waren Narren- oder Eselsmessen weit verbreitet.
Die derzeit älteste bekannte literarische Erwähnung der „Fasnaht“ findet sich in einem auf das Jahr 1206 datierten Teil des Parzival des Minnesängers Wolfram von Eschenbach. Dort heißt es, dass „die koufwip zu Tolenstein an der fasnaht nie baz gestriten“ hätten Wolfram von Eschenbach beschreibt dort mit blumigen Worten, wie die Frauen rund um die Burg der Grafen von Hirschberg-Dollnstein am Donnerstag vor Aschermittwoch groteske Spiele, Tänze und Verkleidungen vollführten. Die kleine Marktgemeinde Dollnstein im Altmühltal (Bayern) reklamiert deshalb für sich, Wiege des deutschen Karnevals im Allgemeinen und der Weiberfastnacht im Besonderen zu sein.
Eine der frühen Erwähnungen der Fastnacht findet sich in Christoph Lehmanns Speyerer Chronik von 1612, die aus alten Akten berichtet: „Im Jahr 1296 hat man das Unwesen der Fastnacht etwas zeitig angefangen / darinn etliche Burger in einer Schlegerey mit der Clerisey Gesind das ärgst davon getragen / hernach die Sach beschwerlich dem Rhat angebracht / und umb der Frevler Bestrafung gebetten.“ (Clerisey Gesind meint die Bediensteten des Bischofs und des Domkapitels, also der Kleriker, in der Domimmunität). Der Rat zwang den Dompropst, das geistliche Gesinde zur Bestrafung herauszugeben. Für das Domkapitel waren diese Übergriffe Anlass für eine Klage gegen Rat und Bürger der Stadt, und die Exkommunikation wurde angedroht. Aufgrund der entschlossenen Reaktion der Stadt verlief die Angelegenheit jedoch im Sande.
Am 5. März 1341 wird das Wort „Fastelovend“ im so genannten Eidbuch der Stadt Köln mit der Bemerkung erwähnt, dass der Rat kein Geld dafür mehr bewilligen dürfe – trotz der früher üblichen Zuschusszahlung an die „Richerzeche“, jener Gruppe der wohlhabenden Bürger, die später Patrizier genannt wurden: „Aber der Rat soll zu Fastnacht keiner Gesellschaft Zuschüsse aus dem städtischen Vermögen gewähren.“ Am 26. Oktober 1353 wurde verdeutlicht, dass der Erzbischof Wilhelm von Gennep den Klerikern und Ordensleuten verbot, Bier und Wein zu verkaufen oder auszuschenken; das bewies, dass offensichtlich zu Karneval ein großes Interesse an alkoholischen Getränken bestand. Im Juni 1369 wurde das Verbot im Rahmen eines Kompromisses wieder aufgehoben. Zum 1. Juli 1412 trat ein Verbot des Kölner Rats in Kraft, Spiele und Tänze an geheimen Orten und in Zunfthäusern ohne Wissen und Willen der Zünfte abzuhalten. 1422 taucht erstmals eine Erwähnung des Kölner Bauern als Schildhalter des Reichs in einem Gedicht auf. 1425 erschien der Bauer erstmals in einem Rosenmontagszug. Um 1440 entstanden in einem Fries des Gürzenich Abbildungen des Fastnachtstreibens.
Der Kölner Stadtrat verbot wiederholt den „Mummenschanz“, so im Jahr 1487 das „Vermomben, Verstuppen und Vermachen“ und im 17. Jahrhundert mehrfach „die Mummerey und Heidnische Tobung“, wohl wegen schwer zu steuernder Exzesse. 1570 erschien auch erstmals die Kölner Jungfrau neben dem Bauern. Sie verkörperte die Stadtgründerin Agrippina und die freie, unabhängige Stadt.
Die mittelalterliche Fastnacht wird auf die augustinischen Lehren in seinem Werk De civitate Dei zurückgeführt. Die Fastnacht steht daher für die civitas diaboli, den Staat des Teufels. Daher wurde die oftmals ausartende Fastnacht von der Kirche als didaktisches Beispiel geduldet, um zu zeigen, dass die civitas diaboli wie auch der Mensch vergänglich ist und am Ende Gott siegreich bleibt. Mit dem Aschermittwoch musste daher die Fastnacht enden, um die unausweichliche Umkehr zu Gott zu verdeutlichen. Während die Kirche bei gotteslästernden Szenen während der Fastnacht untätig blieb, wurde ein Weiterfeiern der Fastnacht in den Aschermittwoch hinein streng verfolgt.
Insbesondere im ausgehenden 14. und 15. Jahrhundert wurde im deutschen Raum Fastnacht gefeiert, so z. B. die Nürnberger Schembartläufe. Um diese Zeit fand auch der Narr Einzug in die Fastnacht, der im didaktischen Sinne der Fastnacht auf die Vergänglichkeit hinweisen sollte.
In manchen Fastnachten – vorwiegend in Tirol – wird vor diesem Hintergrund bereits am Fastnachtsdienstagabend zum „Betzeitläuten“ die Maske um sechs Uhr abgelegt. Der Hintergrund ist nicht eindeutig. Schon Cäsar schrieb von der Sitte der Kelten, den neuen Tag mit Einbruch der Dunkelheit beginnen zu lassen, so wie auch mit Anbruch des Winters bei ihnen das neue Jahr begann (vergleiche Halloween). Zum anderen ist aber auch der Tagesbeginn mit Einbruch der Nacht ein Element der jüdischen und urchristlichen Tradition.

### Neuzeit
Die Reformation stellte die vorösterliche Fastenzeit infrage. Die Fastnacht verlor damit ihren Sinn. In protestantischen Gegenden gerieten viele Bräuche zum Teil wieder in Vergessenheit. Im Barock und Rokoko wurden vor allem auf Schlössern und an den Fürstenhöfen Karnevalsfeste gefeiert, deren Masken sich stark an die italienische Commedia dell’arte anlehnten.
Am 9. Februar 1609 wurden zum wiederholten Male in Köln das Karnevalsfest und die „Mummerei“ verboten, um die öffentliche Ordnung zu wahren. Oft artete es neben dem üblichen Trommeln und Trompeten sogar in Exzesse aus – auch durch Träger geistlicher Kleidung. 1610 ließ man die Handwerksgesellen in ihrem Mummenschanz dann wieder gewähren, 1640 wurden vom Volk und der niederen Geistlichkeit sogar „Narrenbischöfe“ gekürt. Am 7. Februar 1657 erging erneut das Ratsverbot zur „Mummerei“ in der Karnevalszeit. 1660 wurde eine innerstädtische Schutztruppe aufgebaut, die man Funken nannte. Das war wohl die Geburtsstunde der Kölner Funken. Trotz Vermummungsverbot wurde 1699 ein Stadtsoldat durch Karnevalisten erstochen.
Eine weitere Erwähnung des Karnevals im Rheinland im 17. Jahrhundert gibt es aus Alfter. In der Gemeindeverfassung aus dem Jahr 1623 wird berichtet, dass die Einwohnerschaft selbst hergestellten Wein von Herbst bis zum „Hochfastelabent“ abfüllen durfte. Traditionell ist auch heute der Veilchendienstag noch der Hauptkarnevalstag in Alfter. Möglicherweise stammt der Begriff „Veilchendienstag“ ebenfalls aus Alfter.
Am Donnerstag vor Karneval tanzten und sprangen im Februar 1729 die Nonnen im Kölner Kloster St. Mauritius in weltlicher Verkleidung durch die Hallen. Das war vermutlich die erste Weiberfastnacht. 1733 wollten die Jesuiten die Auswüchse zur Karnevalszeit durch spezielle Fastnachtsspiele überwinden. Am 7. Februar 1779 wurden Maskeraden und Mummerei in Köln erneut verboten, diesmal jedoch wegen der Kriegsgefahr als potenzieller Gefahrenquelle.
Während in den Städten vermehrt Handwerkszünfte und dort insbesondere die jungen Gesellen die Fastnacht ausrichteten, übernahm im frühen 19. Jahrhundert insbesondere im rheinischen Raum das Bürgertum die Festveranstaltung, da Zünfte in der Folge der Französischen Revolution und des Einmarsches von französischen Truppen unter Napoleon Bonaparte an Bedeutung verloren oder sogar aufgelöst wurden. Die französischen Besatzer untersagten in Köln die Fastnacht am 12. Februar 1795, erlaubten sie jedoch am 7. Pluviôse des Jahres XII. (28. Januar 1804) wieder.
Im Jahr 1804 wurde der Karneval zwar wieder erlaubt, jedoch als rüpelhaft angesehen und vielfach beklagt. Zu diesem Zeitpunkt tauchte – wohl nicht erstmals – der Ruf „Kölle Alaaf“ auf, und zwar als Toast-Ruf für den späteren König Friedrich Wilhelm IV. von Preußen während seines Besuches in Köln im Jahr 1804. Der kölnfreundliche König erinnerte sich später bei seinem erneuten Besuch 1848 anlässlich des Beginns des Weiterbaus am Kölner Dom daran und rief zum Schluss seiner Ansprache auch „Alaaf“.
Das Bürgertum feierte zwar nach wie vor närrische Maskenbälle, die Straßenfastnacht war aber nahezu ausgestorben. Der Karneval in der Stadt Köln, die nach dem Abzug der Franzosen ab 1815 preußisch war, wurde 1823 mit der Gründung der Großen Karnevalsgesellschaft (heutige Die Grosse von 1823) neu belebt. Aus ihren Reihen wurden jährlich um Neujahr im Rahmen einer Generalversammlung Festordner gewählt. Hieraus entstand das „Festordnende Comitée“ (heutige Festkomitee Kölner Karneval). Dieses übernahm die Aufgabe, den Karneval neu zu organisieren und um die Komponente der Kritik an der (fremden) Obrigkeit zu ergänzen: ein „kulturpolitischer Streich mit humoristischem Ambiente“.
Vor allem in Österreich, der Schweiz, dem Elsass, Bayern und Baden-Württemberg erhielten sich ältere Formen. Besonders in Baden-Württemberg wird heute somit zwischen Karneval und schwäbisch-alemannischer Fastnacht unterschieden. Nachdem sich gegen Ende des 19. Jahrhunderts auch hier der Karneval durchgesetzt hatte, wurde nach dem Ersten Weltkrieg eine Rückbesinnung auf die alten Formen gefordert, die sich in der Gründung der Vereinigung Schwäbisch-Alemannischer Narrenzünfte im Jahr 1924 manifestierte.
Während ältere Fastnachten in Südwestdeutschland sich nach wie vor hauptsächlich in katholischen Gebieten finden lassen, führte ein regelrechter Fastnachtsboom in den 1990er Jahren auch in protestantischen Gegenden die Fastnacht ein. In der Schweiz hat Basel einen Sonderstatus: Die Stadt feiert trotz des seit Jahrhunderten vorherrschenden Protestantismus eine alte, traditionelle Fastnacht (Basler Fasnacht). Auch in Winterthur konnte sich die Winterthurer Fasnacht trotz Reformation und Verbot halten.
In anderen Ländern konnte sich der Karneval kaum etablieren; so gerieten in England viele Bräuche aufgrund der Reformation Heinrichs VIII. in Vergessenheit, die sich daher auch nicht in den Vereinigten Staaten und Kanada festigen konnten. Als eine der wenigen Ausnahmen gelten hier Québec und das früher französische und katholische New Orleans.

## Begriffsherkunft und -verbreitung im deutschsprachigen Bereich

### Karneval
Verbreitet bezieht man den Karneval in erster Linie auf den rheinischen Karneval im Raum Köln, Bonn, Aachen und Düsseldorf. Von Bedeutung sind hier der Narr, der Lokalpatriotismus und die Verhöhnung der jeweiligen Machthaber seit Beginn des 19. Jahrhunderts. Nördlich der Linie Bonn-Erfurt gibt es in Deutschland fast ausschließlich Karnevalsvereine, die Veranstaltung nennt man hingegen in Sachsen und Brandenburg auch Fasching.

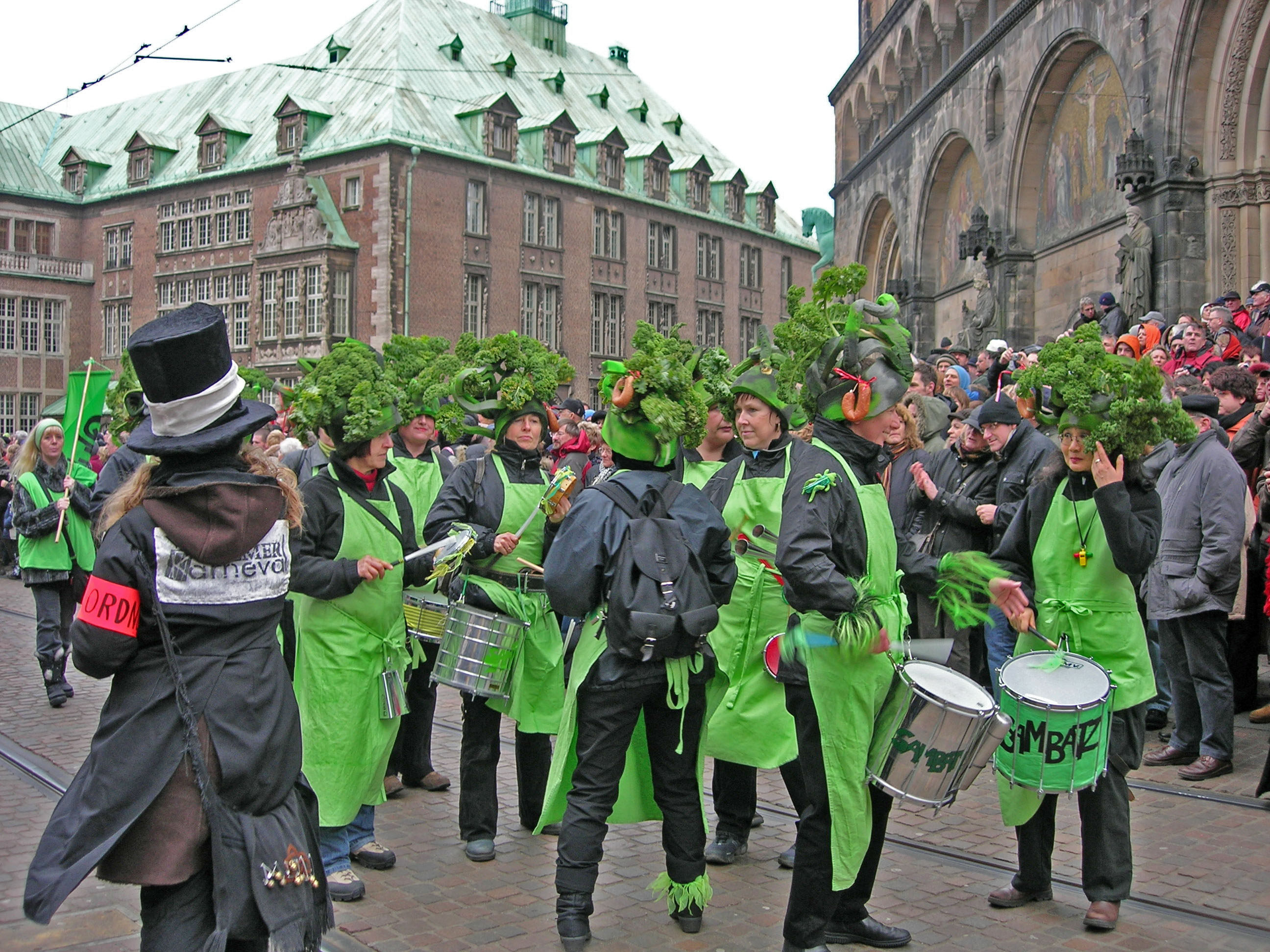
Samba-Karneval Bremen (2008)

In Deutschland ist der Begriff Karneval erstmals Ende des 17. Jahrhunderts, im Rheinland erstmals im Jahr 1728 nachweisbar. In den Kölner Stadtakten taucht „Carneval“ erstmals um 1780 auf.

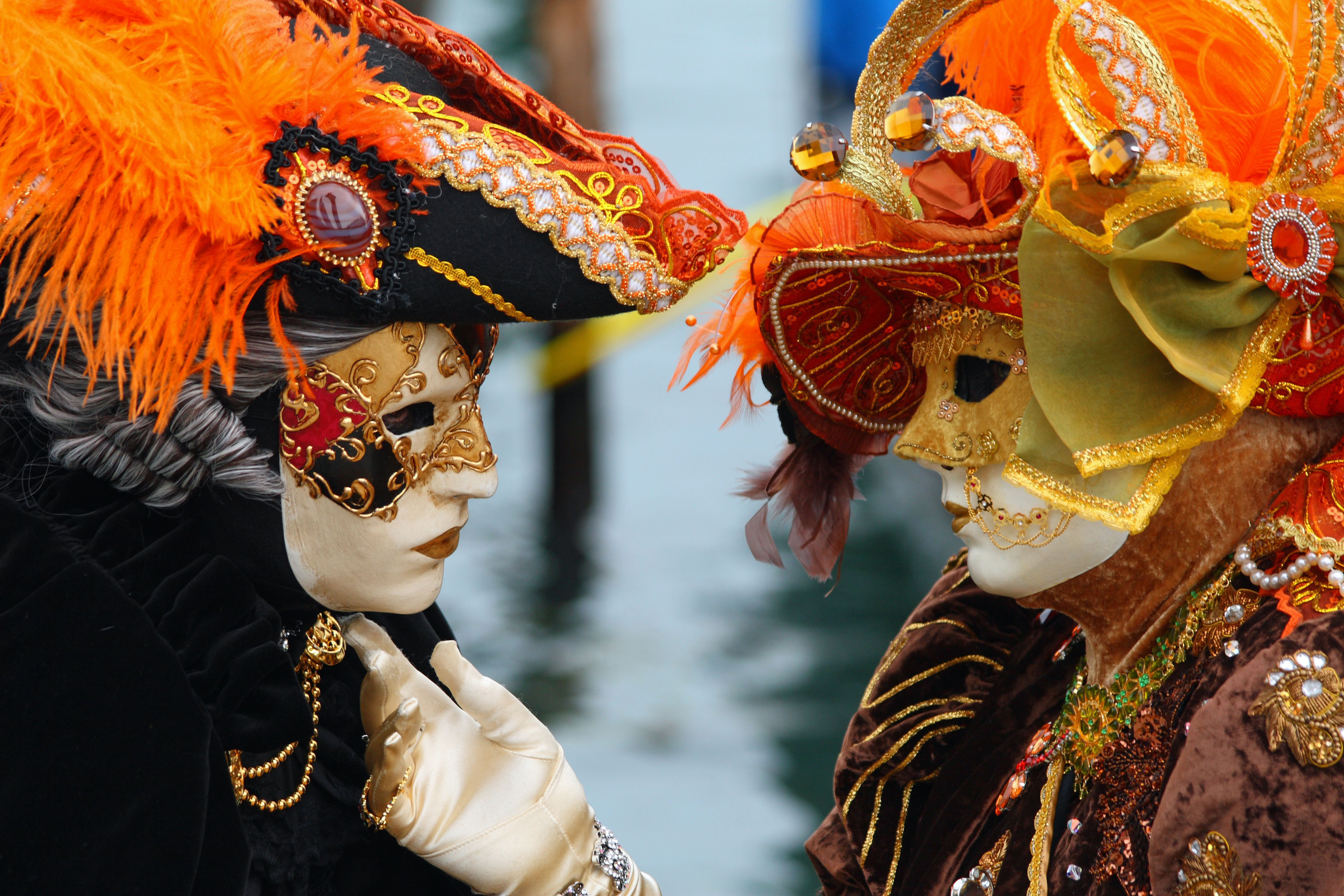
Karneval in Venedig (2010)

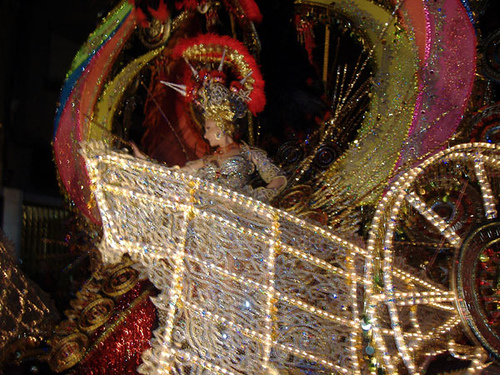
Karneval von Santa Cruz de Tenerife (2006)

Die Etymologie des Wortes ist nicht eindeutig geklärt. Seit Mitte des 19. Jahrhunderts dominierte bis weit ins 20. Jahrhundert hinein auch in wissenschaftlichen Publikationen die erstmals 1855 von Karl Simrock veröffentlichte These, das Wort ginge auf den lateinischen Ausdruck carrus navalis (‚Schiffskarren‘) zurück, der ein Schiff auf Rädern bezeichne, das bei jährlichen Umzügen zum Wiederbeginn der Schifffahrt durch die Straßen geführt worden sei. Hieraus solle sich auch die Tradition des Narrenschiffs gebildet haben.
Diese These gilt inzwischen als widerlegt, zumal sich weder in den einschlägigen lateinischen Quellentexten der römisch-vorchristlichen Antike noch in solchen des Mittelalters irgendein Beleg für die Wortverbindung carrus navalis (offensichtlich eine gelehrte Erfindung Simrocks) finden lässt.
Die heute geläufigste Vermutung ist die Ableitung vom mittellateinischen carnem levare (‚Fleisch wegnehmen‘), daraus carnelevale als Bezeichnung für die Fastenzeit als fleischlose Zeit. Scherzhaft ist auch die Übersetzung von carne vale als Fleisch, lebe wohl! möglich. Dieser Deutung entspricht auch die griechische Bezeichnung des Karnevals als Apókriës (griech. απόκριες), was ebenfalls so viel heißt wie ‚Fleisch fort‘.

### Fastnacht, Fasnacht
Das Wort Fastnacht stammt von mittelhochdeutsch vastnaht (belegt seit 1200 und in der Bedeutung „Vorabend vor der Fastenzeit“, also seit der Synode von Benevent 1091 der „Dienstag vor Aschermittwoch“), von naht, „Nacht, Vorabend“, und gehört zu mittelhochdeutsch vaste von althochdeutsch fasta, „das Fasten, die Fastenzeit“, wobei die Möglichkeit besteht, dass eine Angleichung an „fasten“ vorliegt, wenn – passend zu Formen wie „Fasenacht“ und „Faselabend“ – mittelhochdeutsch vaseln, „gedeihen, fruchtbar sein“, Einfluss hatte.
Fastnacht und seine Abwandlungen werden vor allem in Hessen, Rheinland-Pfalz, dem Saarland, in Franken, in der Oberlausitz, in Baden-Württemberg, Bayerisch-Schwaben, im westlichen Oberbayern, der Oberpfalz sowie in Luxemburg, der Schweiz, Liechtenstein, dem österreichischen Bundesland Vorarlberg und Südtirol verwendet.
In Hessen und Rheinhessen heißt es Fas(s)enacht, in Franken Fasenacht, in der Schweiz und in Teilen Badens Fasnacht, im restlichen Baden sowie Württemberg und Bayerisch-Schwaben Fasnet, regional auch F(a)asent oder Faasend und in Luxemburg Fuesend. Weitere sprachliche Ausprägungen sind Fosnet, Foaset und Fassend. Im niederdeutschen Sprachraum heißt es plattdeutsch unter anderem Faslam – dabei entspricht der Faslam in protestantischen Gebieten nicht dem, was gemeinhin unter Karneval verstanden wird. Im Großraum Köln wird in der kölschen Mundart auch Fastelov(v)end oder Fasteleer verwendet, während man dort im Hochdeutschen ausschließlich von Karneval spricht.

### Fasching
Der Begriff Fasching wird vor allem in Bayern, Österreich und Sachsen gebraucht. Das Wort Fasching taucht im Hochdeutschen bereits ab dem 13. Jahrhundert zunächst in den Formen vaschanc und vaschang auf. Etymologisch erklärt es sich als ‚Fastenschank‘, also der letzte Ausschank alkoholischer Getränke vor der damals noch strengen Fastenzeit. Darauf verweisen auch die mittelniederdeutsche Form vastgang und das (spät)altnordische fostugangr für den Beginn der Fastenzeit. Die Angleichung an Wörter auf -ing ist deutlich jünger. Man findet die Bezeichnung aber auch im benachbarten Ausland, wie das Wort in slowakisch Fašiangy lautet. Spezielle Brauchtumsformen sind die Fastnachtshochzeit und die Bettelhochzeit.
Vom Fasching spricht man etwa in Nürnberg und Würzburg, die mit jeweils 100.000 Besuchern die größten Faschingszüge Süddeutschlands haben, sowie in der gesamten Region Franken, die auch Teile Baden-Württembergs umfasst, in Niederbayern und der südlichen Oberpfalz, im Osten Oberbayerns und München, also im bairischen Sprachraum und in Österreich. In Vorarlberg wird der Begriff Fasnat gebraucht.

### Fastelovend (Fasteleer)
Im nördlichen Rheinland bis zum Niederrhein wird das hochdeutsche Karneval mundartlich als Fastelovend (Fastenabend) oder Fasteleer bezeichnet, mit örtlich eigenständigem Brauchtum. Gefeiert wird von Weiberfastnacht über Rosenmontag bis zum Karnevalsdienstag.
Das Wort vastavent taucht in Köln in der zweiten Hälfte des 12. Jahrhunderts mit Bezug zur Fastenzeit auf, aktenkundig ist es seit dem 5. März 1341 in einem Ratsbeschluss, in dem die Kölner Ratsherren sich verpflichten, aus der Stadtkasse kein Geld mehr „zu vastavende“ zu geben. Fasteleer soll auf eine zu Beginn des 19. Jahrhunderts gebräuchliche Nebenform von Fastelovend, Fastelerum, zurückgehen.

## Zeitlicher Verlauf des Karnevals

### Beginn

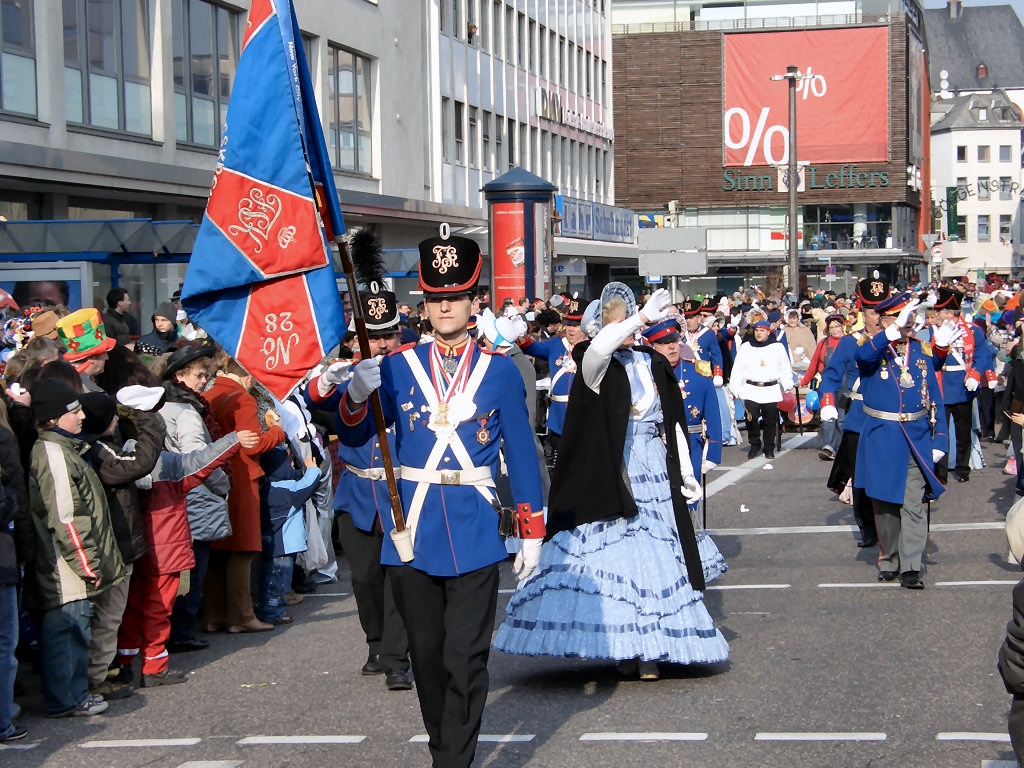
Rheinischer Karnevalsumzug in Koblenz

Als Beginn der Fastnachtszeit galt bzw. gilt in vielen deutschsprachigen Ländern ursprünglich Dreikönigstag, der 6. Januar.
Seit dem 19. Jahrhundert findet in vielen Gegenden zusätzlich am 11. November, dem „Elften im Elften“, ab 11:11 Uhr die offizielle Eröffnung der Karnevalssession statt. Hintergrund ist, dass es auch vor Weihnachten bereits kurz nach der Fixierung des Festes im Jahr 354 eine vorbereitende vierzigtägige Fastenzeit gab, ähnlich der österlichen Fastenzeit nach Karneval. Sie begann am 11. November, dem Martinstag. Es galt, die vorhandenen Lebensmittel zu verzehren, die nicht „fastenzeittauglich“ waren, wie Fleisch, Fett, Schmalz, Eier und Milchprodukte. Auch war der Martinstag der Endtermin des bäuerlichen Jahres, an dem die Pacht fällig wurde und das Gesinde wechselte.
Die Zeit vom 12. November bis 5. Januar bleibt aber selbst in den Zentren des Karnevals entlang des Rheins weiterhin weitgehend karnevalsfrei, was sich aus der erwähnten vorweihnachtlichen Fastenzeit, der Rolle des Novembers als Trauermonat und dem besinnlichen Charakter des Advents erklärt. Soweit von einer „Vorverlagerung“ des Karnevalsbeginns oder von einer „Saisoneröffnung“ am 11. November gesprochen wird, ist dies daher zumindest irreführend. Von seiner Entstehungsgeschichte her stellt der 11. November vielmehr einen zweiten, „kleinen“ Karneval dar.
Allerdings werden insbesondere im Umland immer mehr Sitzungen in dieser Zeit – auch bereits vor dem 11. November – veranstaltet, weil dann die meisten auftretenden Künstler preiswerter sind als in der Hauptsaison, wo sie viele Auftritte an einem Abend haben. Im Januar beginnt die närrische Zeit insbesondere in den Hochburgen mit der Vorstellung der neuen Regenten, der Prinzenproklamation.

### Höhepunkt
Den Höhepunkt erreicht die Fastnacht in der eigentlichen Fastnachtswoche vom schmotzigen Donnerstag im schwäbisch-alemannischen Raum (von Schmotz = Schmalz, was auf in Schmalz gebackene Fastnachtsküchle hinweist) bzw. Weiberfastnacht im Rheinland oder Fetter Donnerstag im Harzer Land, in Nordthüringen und im südlichen Sachsen-Anhalt über den Nelkensamstag, Tulpensonntag, Rosenmontag bis zum Fastnachtsdienstag, auch Veilchendienstag genannt. Dabei gibt es insbesondere am Rosenmontag entsprechende Umzüge – wobei sich Rosen ursprünglich nicht auf die Blume, sondern auf das Verb rasen bezog.

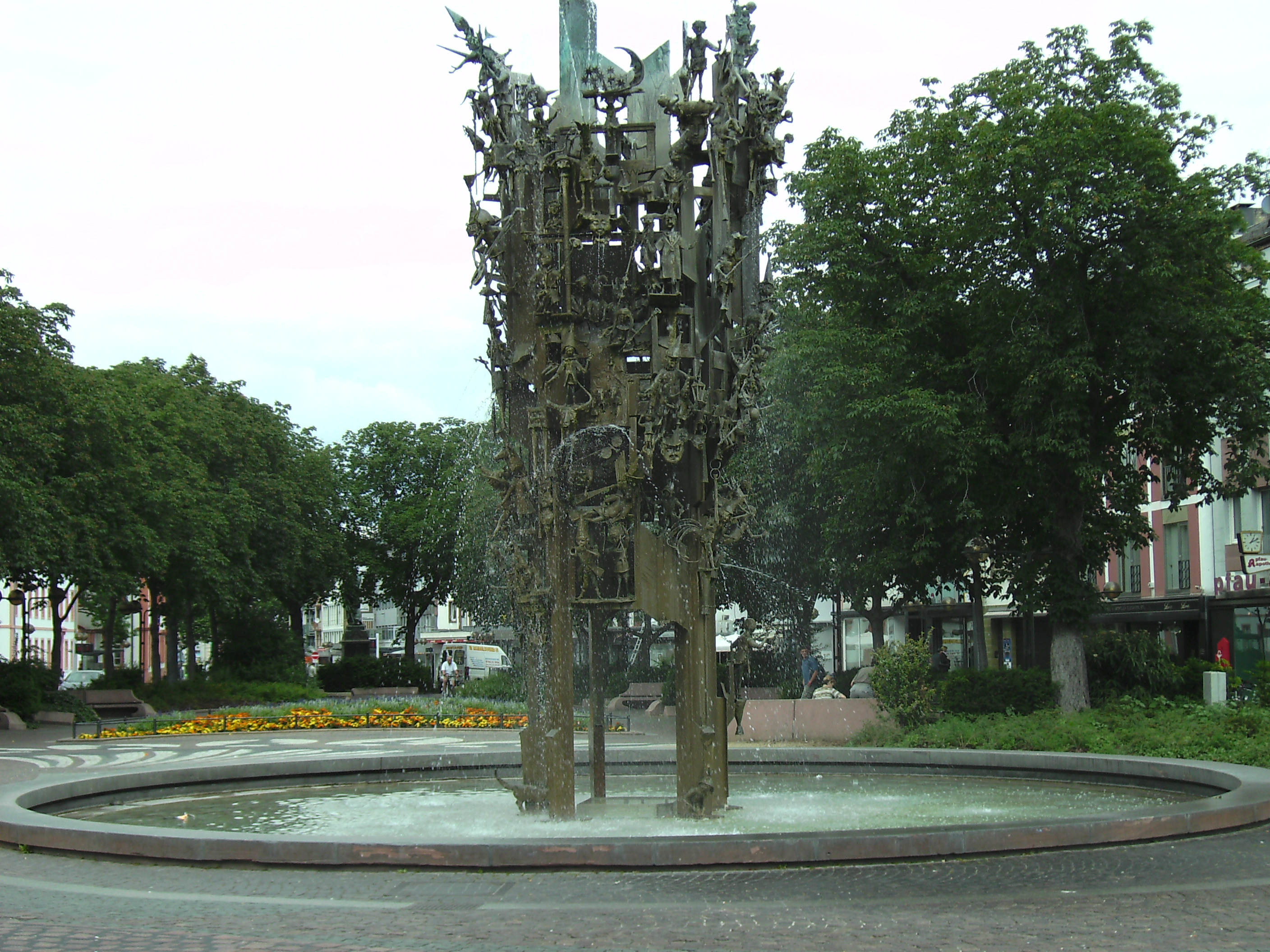
Fastnachtsbrunnen in Mainz

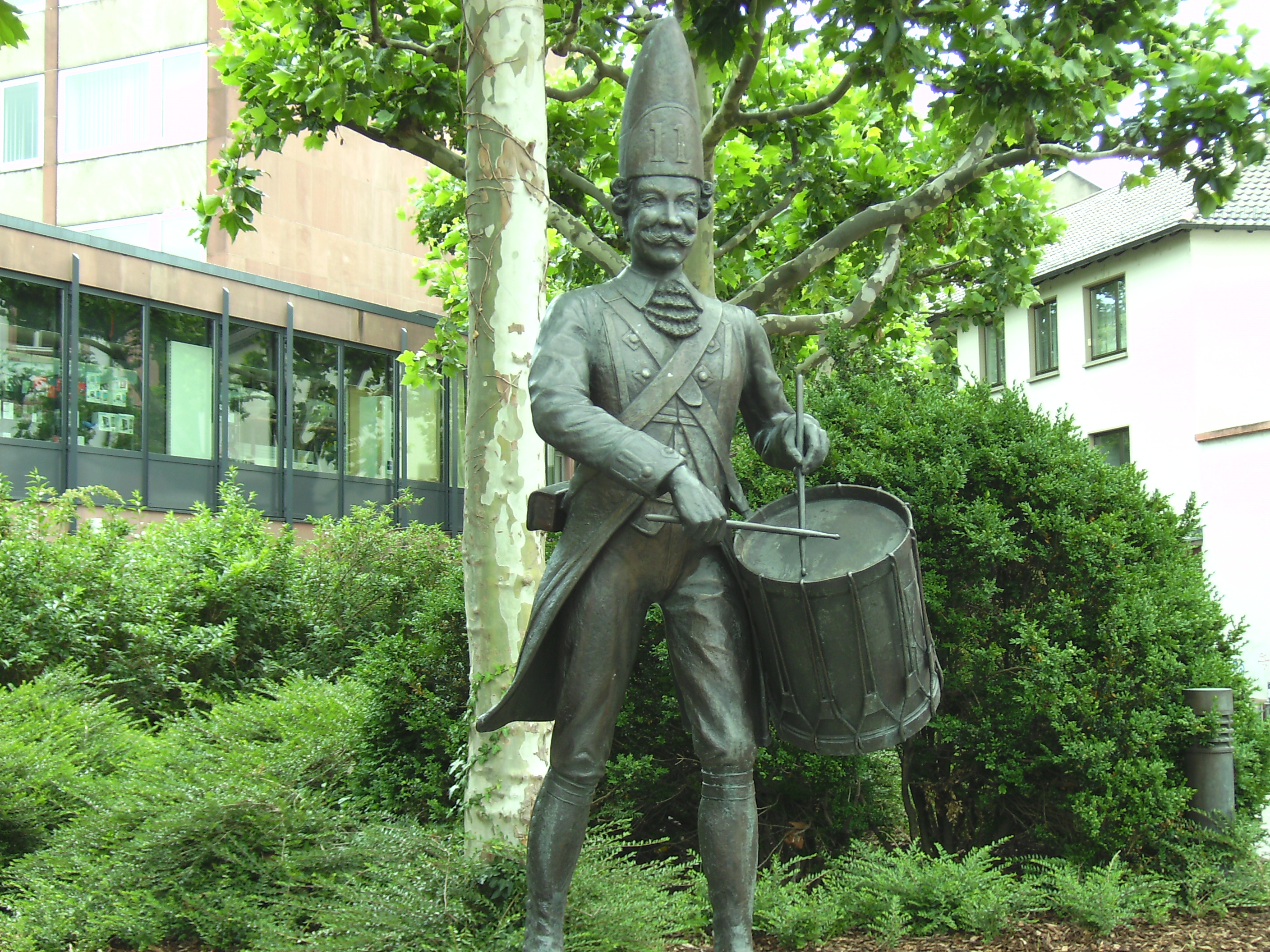
Denkmal für Gardetrommler in Mainz

Die größten Umzüge finden in den Karnevalszentren Köln, Mainz und Düsseldorf statt. Gemessen an der Teilnehmerzahl zählt auch der Umzug in Eschweiler zu den größten Deutschlands. Jährliche Umzüge gibt es auch in Aachen, Bonn, Duisburg, Dülken, Erkelenz, Euskirchen, Koblenz, Krefeld, Leverkusen, Meckenheim, Mönchengladbach, Rheinbach, Siegburg, Trier und vielen anderen Orten. Aber auch weiter südlich, etwa in Frankfurt am Main, Wiesbaden, Aschaffenburg, Mannheim, Ludwigshafen am Rhein, Obertiefenbach, Würzburg und Karlstadt gibt es jeweils am Fastnachtssonntag (früher Ablieferung des Fastnachtshuhns) Umzüge. Diese werden im Rheinland „Zoch“ (D’r Zoch kütt – „Der Zug kommt“), in Bayern „Gaudiwurm“ genannt.
In Karlsruhe und Stuttgart gibt es am Fastnachtsdienstag große Umzüge mit mehreren Hunderttausend Besuchern. Als größte Umzüge im norddeutschen Raum gelten der traditionelle Schoduvel in Braunschweig am Fastnachtssonntag und der Karnevalsumzug in Berlin.
In den Stadtteilen, Städten und Dörfern um diese Zentren herum gibt es Umzüge am Samstag (Nelkensamstag), Sonntag (Orchideen- oder Tulpensonntag) und Dienstag (Veilchendienstag). Im Duisburger Stadtbezirk Hamborn findet seit Jahrzehnten am Karnevalssonntag der größte Kinderkarnevalszug Europas statt.
In Österreich finden die meisten Festveranstaltungen und Umzüge am hier so genannten Faschingswochenende, also am Faschingsamstag und Faschingsonntag, statt.

### Ende

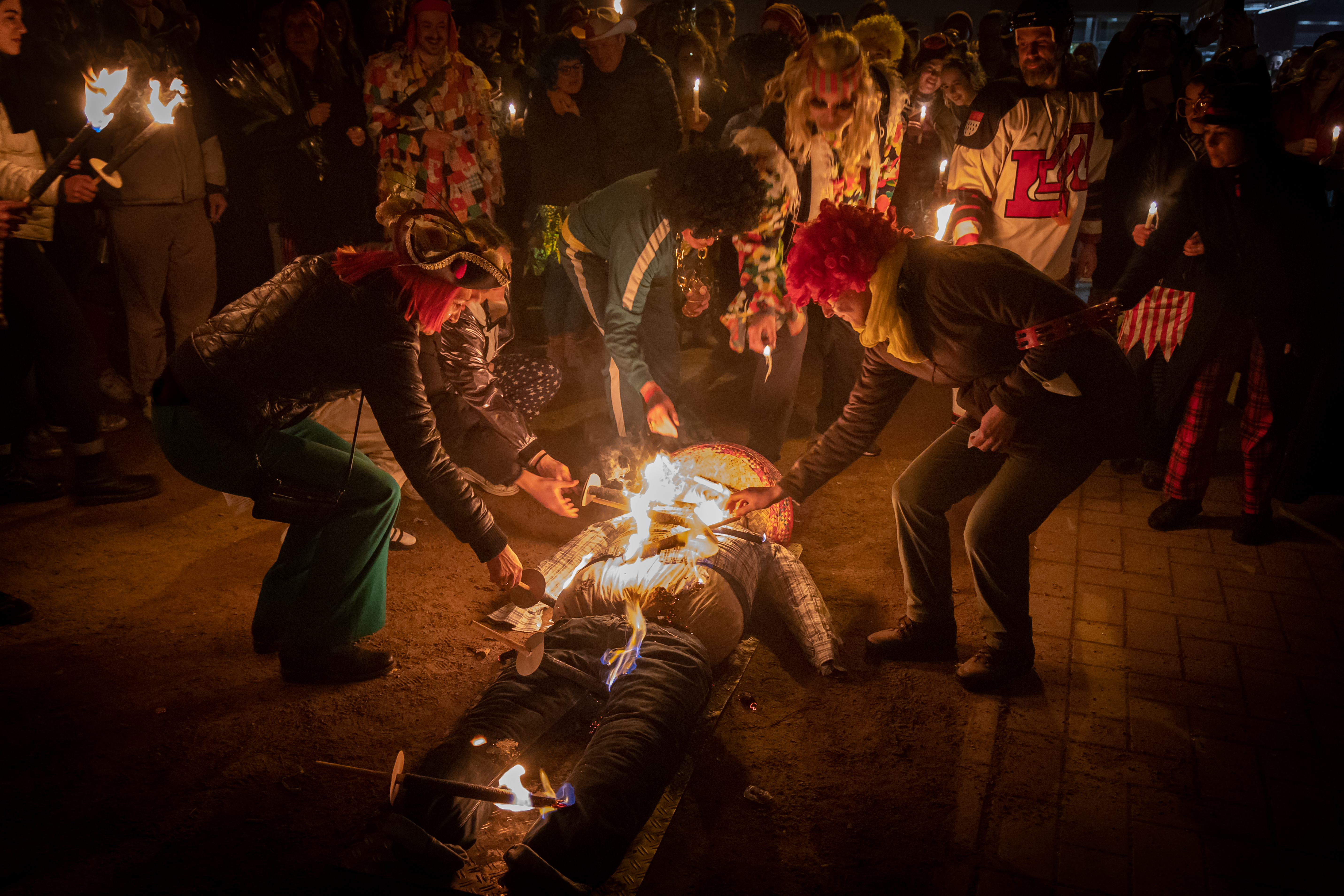
Nubbelverbrennung

Mit dem Aschermittwoch beginnt die Fastenzeit. In der Nacht zu Aschermittwoch um Punkt Mitternacht endet der Karneval, und es gibt an vielen Orten die Tradition, dass die Karnevalisten in dieser Nacht eine Strohpuppe, den so genannten Nubbel, als Verantwortlichen für alle Laster der karnevalistischen Tage verbrennen. Auf den Nubbel werden die in der Karnevalszeit begangenen Verfehlungen oder Sünden gelegt, damit diese nach der Vernichtung nicht mehr gelten können. In einigen Gebieten (z. B. in Köln) wird dieses mit einem theatralischen, künstlichen Weinen begleitet.
In Düsseldorf und den niederrheinischen Städten wie Krefeld, Duisburg, Mönchengladbach, Kleve oder Wesel wird der so genannte Hoppeditz zu Grabe getragen. Dieser war ursprünglich eine typisch niederrheinische Narrenfigur. Dieser Schelm oder Hanswurst hatte Ähnlichkeit mit Till Eulenspiegel und den mittelalterlichen Hofnarren. So wird berichtet, dass es im 18. und 19. Jahrhundert am Niederrhein der kleinen Leute Brauch war, in der Nacht auf Aschermittwoch ausgerüstet mit Stangen, an denen Würste hingen, durch die Straßen zu laufen und lustige Lieder zu singen. Mancherorts treffen sich die Karnevalisten am Aschermittwoch noch einmal zu einem gemeinsamen Fischessen oder zu einer rituellen „Geldbeutelwäsche“.

### Datum des Faschings
Ende des Karnevals ist der Aschermittwoch. Sein Termin hängt unmittelbar von der Lage des Osterfestes ab: Im Jahr 325 wurde auf dem Konzil von Nicäa das Osterdatum auf den ersten Sonntag nach dem Frühlingsvollmond festgelegt. Um 600 legte Papst Gregor der Große eine 40-tägige Fastenzeit vor Ostern fest, die an die Zeit erinnern soll, die Jesus Christus in der Wüste verbracht hat (Mt 4,1–2 ). Nach dieser Regelung begann die Fastenzeit am Dienstag nach dem 6. Sonntag vor Ostern (Invocavit oder Dominica prima Quadragesimae, 1. Fastensonntag, im Deutschen auch Funkensonntag).
Auf der Synode von Benevent im Jahr 1091 wurden die sechs Sonntage vor Ostern vom Fasten ausgenommen. Um dennoch eine 40-tägige Fastenzeit zu erhalten, rückte der Beginn der Fastenzeit um sechs Tage nach vorne auf den heutigen Aschermittwoch, den Mittwoch nach dem 7. Sonntag vor Ostern. Die Länge einer Karnevalssession ist somit abhängig vom beweglichen Datum des Osterfestes und wird nach der Osterformel berechnet. Danach ist der Aschermittwoch am 46. Tag vor dem Ostersonntag. Der frühestmögliche Aschermittwochstermin ist der 4. Februar, der spätestmögliche ist der 10. März. Somit gibt es sehr kurze und sehr lange Sessionen.

#### Abweichende Fastnachtstermine
In manchen Gegenden existierten noch bis ins 16. Jahrhundert beide Fastnachtstermine, die Alte Fastnacht oder Burefasnacht (Bauernfastnacht, vor Dienstag nach Invocavit) und die neue Herren- beziehungsweise Pfaffenfastnacht (vor Aschermittwoch) konkurrierend nebeneinander. Insbesondere in Baden und in der Schweiz haben sich viele Bräuche der alten Fasnacht und der alte Termin erhalten. Am bekanntesten ist die Basler Fasnacht.

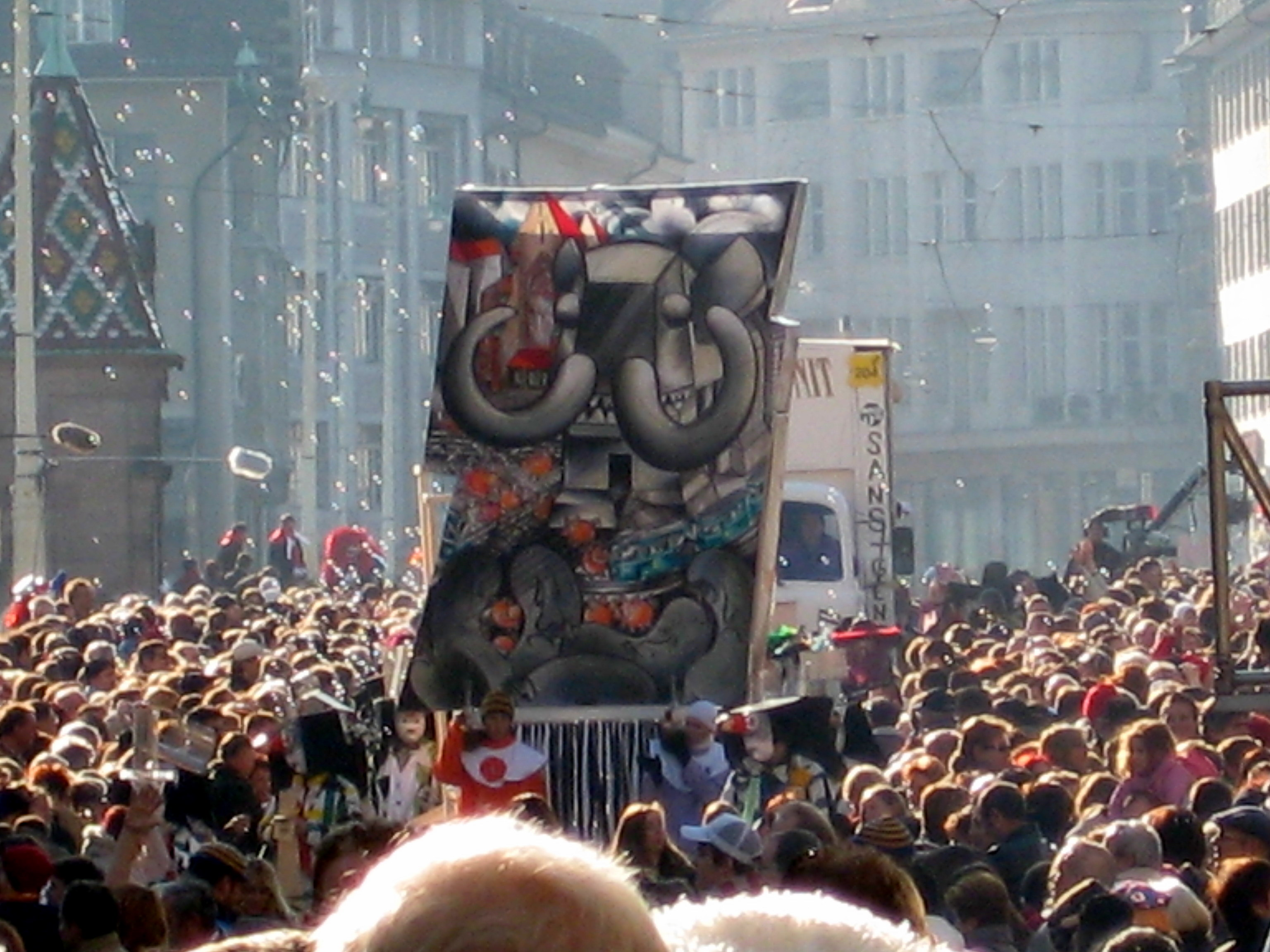
Cortège, der Karnevalsumzug in Basel

Diese beginnt am Montag nach Aschermittwoch um 4:00 Uhr mit dem Morgestraich und endet am folgenden Donnerstagmorgen, ebenfalls um 4:00 Uhr. Hier spielt die Guggenmusik eine Rolle. Aus diesem Zusammenhang erklärt sich auch, dass sich der Termin der protestantischen Basler Fasnacht – wie oftmals geschrieben – keineswegs auf die Reformation bezieht, sondern auf den alten Termin der Fastnacht. In Basel wurde in der Reformationszeit die Fasnacht nie dauerhaft abgeschafft. In der deutschen Exklave Büsingen wird die Bauernfasnacht am Sonntag nach Aschermittwoch mit einem Umzug gefeiert.
Im Bereich der Orthodoxen Kirchen beginnt das volle Fasten bereits am Montag nach dem 7. Sonntag vor Ostern, bereits eine Woche vorher beginnt der Fleischverzicht. Die russische Butterwoche, in der traditionell gefeiert wird und große Mengen Bliny gegessen werden, liegt dazwischen. Andere osteuropäische Länder haben ähnliche Bräuche. Da das östliche Osterfest oft später ist als das westliche – beruhend auf der westlichen Reform des Kalenders –, verschiebt sich auch die Fastnacht.
In Hollabrunn (Niederösterreich) wird aufgrund eines Gelübdes der Bürgerschaft aus 1679 (erneuert 1803) und weil die Gemeinde von der Pest verschont wurde, seit damals von Faschingssonntag bis -dienstag nicht gefeiert.
Als „späteste Fasnacht der Welt“ gilt die Groppenfasnacht im schweizerischen Ermatingen am Bodensee (Kanton Thurgau), denn sie findet erst am Fastensonntag Laetare statt. Sie ist die traditionsreichste Fasnacht in der Ostschweiz. Der „Groppenumzug“ als Höhepunkt findet nur alle drei Jahre statt.

#### Terminübersicht
| Jahr | Weiberfastnacht | Karnevalssonntag | Rosenmontag | Rosenmontag (orthodox) | Aschermittwoch | Fasnachtsbeginn (Basel) |
| ---- | --------------- | ---------------- | ----------- | ---------------------- | -------------- | ----------------------- |
| 2013 | 7. Februar      | 10. Februar      | 11. Februar | 18. März               | 13. Februar    | 18. Februar             |
| 2014 | 27. Februar     | 2. März          | 3. März     | 3. März                | 5. März        | 10. März                |
| 2015 | 12. Februar     | 15. Februar      | 16. Februar | 23. Februar            | 18. Februar    | 23. Februar             |
| 2016 | 4. Februar      | 7. Februar       | 8. Februar  | 14. März               | 10. Februar    | 15. Februar             |
| 2017 | 23. Februar     | 26. Februar      | 27. Februar | 27. Februar            | 1. März        | 6. März                 |
| 2018 | 8. Februar      | 11. Februar      | 12. Februar | 19. Februar            | 14. Februar    | 19. Februar             |
| 2019 | 28. Februar     | 3. März          | 4. März     | 11. März               | 6. März        | 11. März                |
| 2020 | 20. Februar     | 23. Februar      | 24. Februar | 2. März                | 26. Februar    | 2. März                 |
| 2021 | 11. Februar     | 14. Februar      | 15. Februar | 18. März               | 17. Februar    | 22. Februar             |
| 2022 | 24. Februar     | 27. Februar      | 28. Februar | 7. März                | 2. März        | 7. März                 |
| 2023 | 16. Februar     | 19. Februar      | 20. Februar | 27. Februar            | 22. Februar    | 27. Februar             |
| 2024 | 8. Februar      | 11. Februar      | 12. Februar | 19. Februar            | 14. Februar    | 19. Februar             |
| 2025 | 27. Februar     | 2. März          | 3. März     | 10. März               | 5. März        | 10. März                |
| 2026 | 12. Februar     | 15. Februar      | 16. Februar | 23. Februar            | 18. Februar    | 23. Februar             |

## Brauchtum

### Räumliche Einordnung
Der Karneval findet vor allem in katholischen und in abgewandelter Form auch in orthodoxen Regionen statt.

#### Europa
Schwerpunkte des Karnevals sind in Deutschland neben dem Rheinland und Rheinhessen auch Südhessen, das Münsterland, die Lausitz, Franken (vor allem in der Region um Würzburg) und Baden-Württemberg (ohne Altwürttemberg, siehe auch Schwäbisch-alemannische Fastnacht). Verspottete man im rheinhessischen Mainz in der Franzosenzeit die Besatzer, so konnten wiederum im rheinischen Köln die Preußen straffrei verballhornt werden, die nach dem Wiener Kongress das Rheinland und Westfalen annektiert hatten.
In der Schweiz feiern nebst den reformierten Ausnahmen der Basler Fasnacht und der seit 1982 wiedererstandenen Berner Fasnacht traditionell katholische Orte der Innerschweiz wie Luzern oder Einsiedeln nebst Bellinzona im Tessin die Fasnacht.

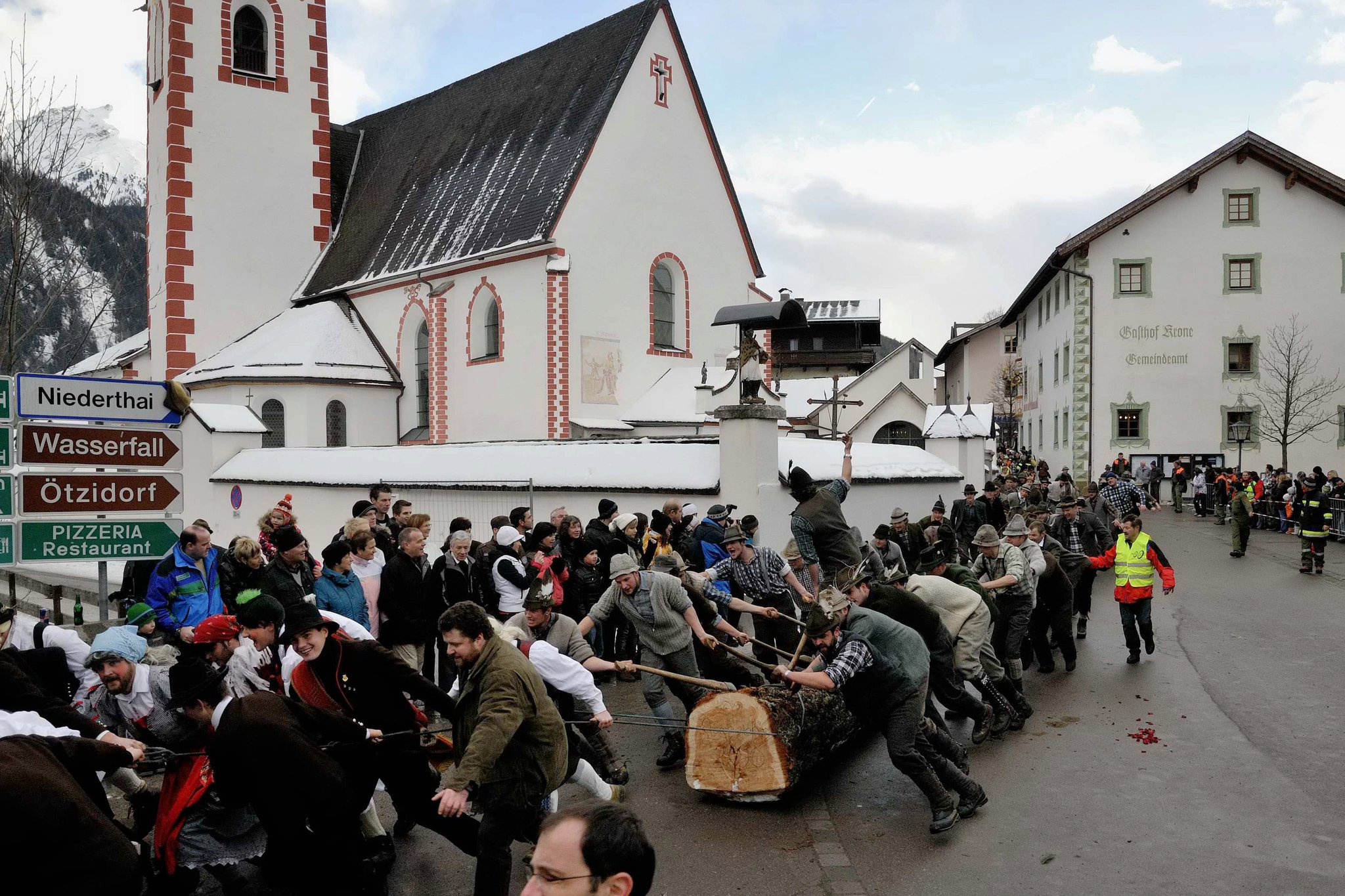
Larchzieh’n im Ötztal

In Österreich werden in Wien zur Faschingszeit zahlreiche Bälle veranstaltet (Wiener Ballsaison), während in allen anderen Regionen Österreichs zum einen Faschingsumzüge und -sitzungen (z. B. Villacher Fasching) und zum anderen ältere Volksbräuche, wie etwa das Blochziehen in Fiss oder das Imster Schemenlaufen dominieren. Das Larchzieh’n im Ötztal und das Telfer Schleicherlaufen finden nur alle fünf Jahre statt.
In Polen stellen Krakau und die Kaschubische Schweiz im Norden des Landes Hochburgen des Karnevals dar. Fester Bestandteil der Feierlichkeiten war neben der Kostümierung und zahlreichen Festbällen das Zubereiten besonders energiehaltiger Fleischgerichte, Süßigkeiten und Backwaren im Vorfeld der Fastenzeit. Zudem nutzten junge Frauen die karnevalistischen Bälle gezielt, um Männer für die Ehe zu finden. Zum masurischen Brauchtum zählt die „Enthauptung des Todes“ (Ścięcie Śmierci). Heute wird der Karneval mit familiären Riten und Zusammentreffen sowie kostümierten Feiern abgehalten. In den letzten Jahren hat der kostümierte Karneval zudem auch die polnische Hauptstadt Warschau erreicht.
In den Niederlanden hat das Karnevalsfest vor allem in den Provinzen Nordbrabant und Limburg einen hohen Stellenwert. Das Fest wird auch in Zeeuws-Vlaanderen, katholischen Dörfern in Zuid-Beveland, dem katholischen Süden Gelderlands, wie der Region Arnhem/Nijmegen, im Osten in Teilen der Liemers, Achterhoek, Salland, Twente, im Westen im Bollenstreek, West-Friesland und in einigen Utrechter Städten wie Harmelen, IJsselstein, Montfoort und Oudewater gefeiert.

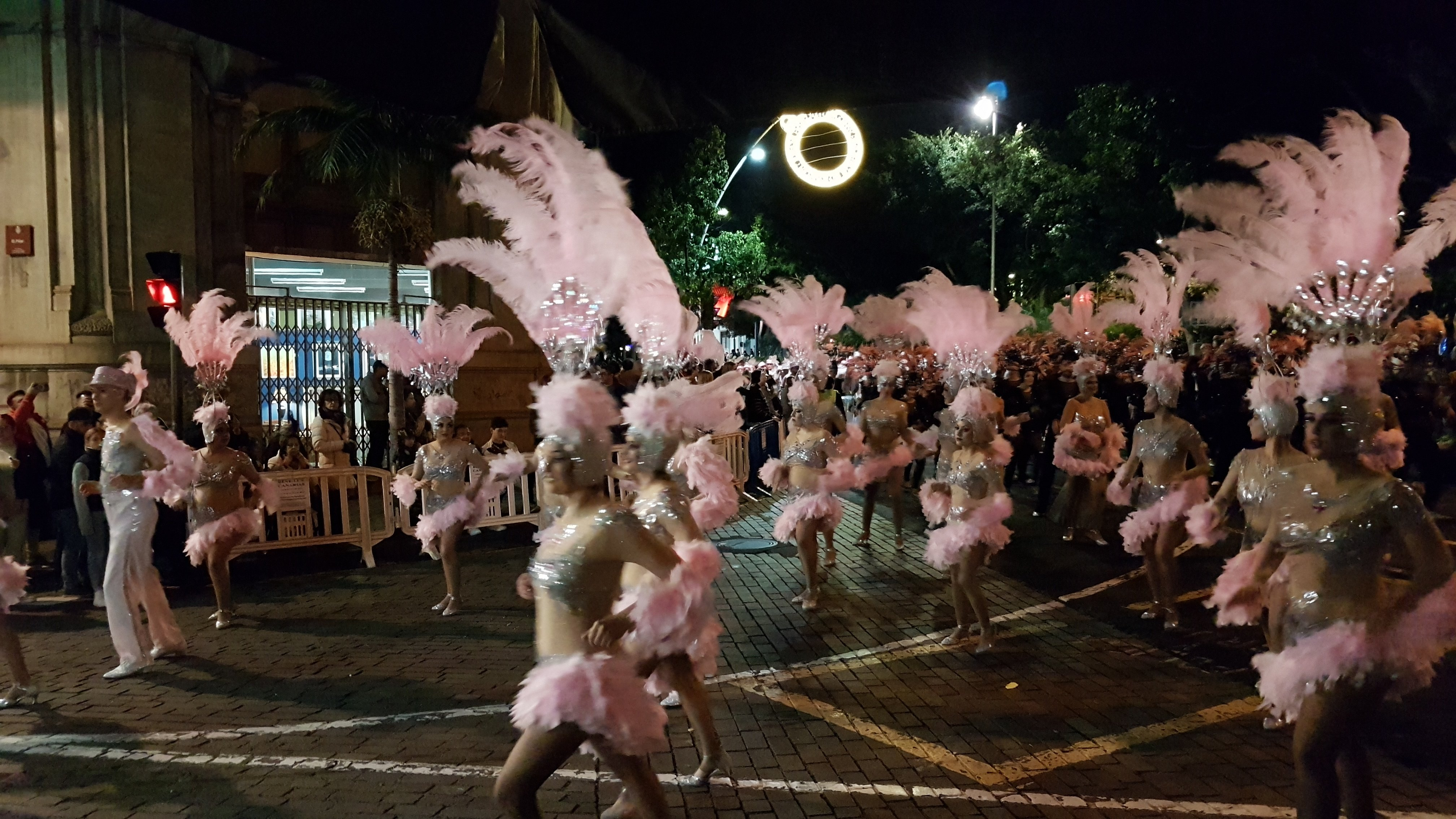
Fastnachtsumzug in Santa Cruz de Tenerife (2023)

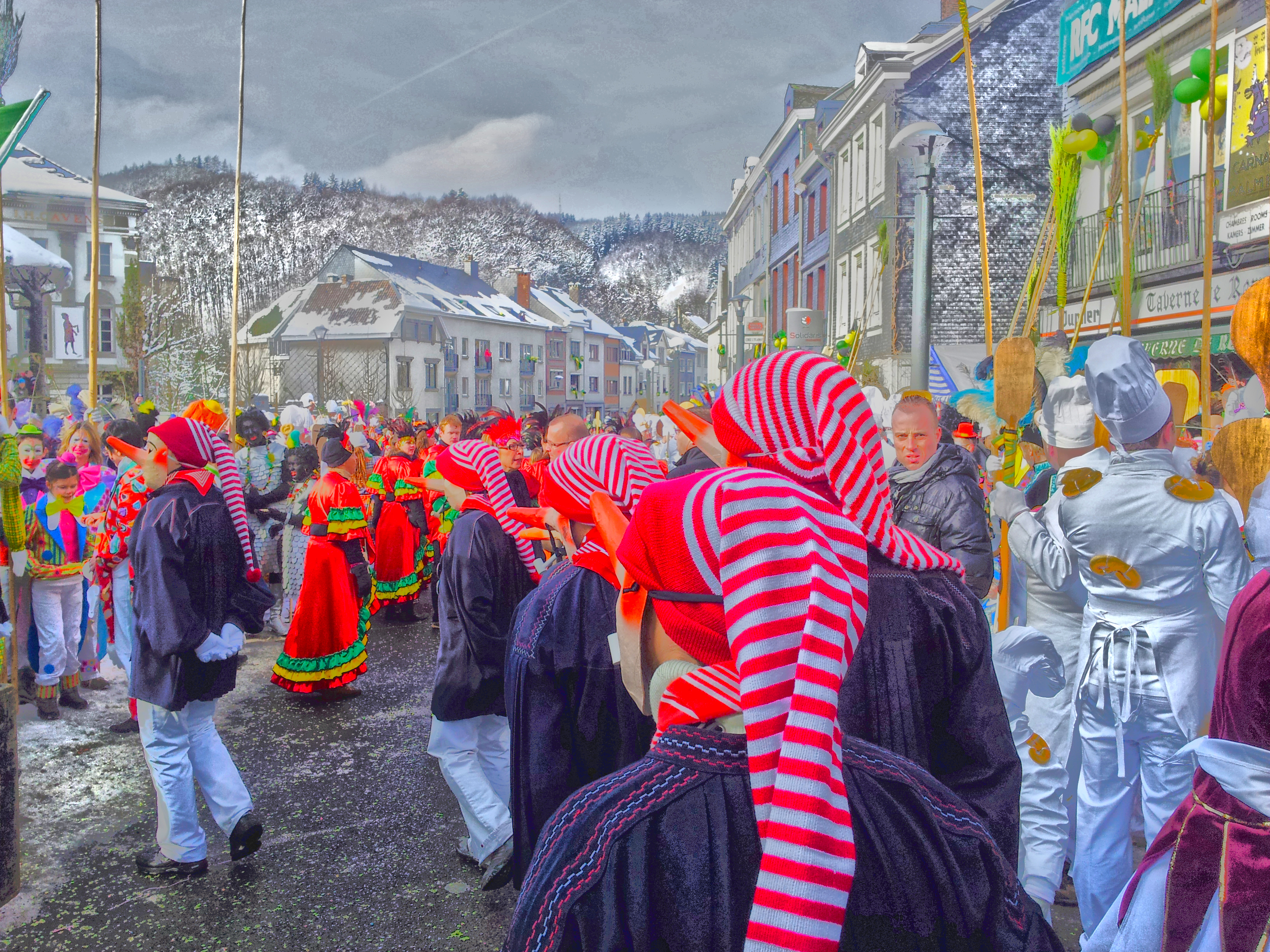
Sonndag, Cwarmê von Malmedy, Belgien

In Belgien ist der Karneval die bekannteste Sehenswürdigkeit der Stadt Binche. Er wurde im Jahr 2003 von der UNESCO in die Liste der Meisterwerke des mündlichen und immateriellen Erbes der Menschheit aufgenommen. Er ähnelt der alemannischen Fasnacht. Der erste Umzug fand bereits 1395 statt. Weitere Hochburgen sind das deutschsprachige Ostbelgien und vereinzelt auch Flandern. In Ostbelgien gibt es den Eupener Karneval und den Cwarmê von Malmedy, einen anderen alten und berühmten Karneval (1458). Einige Orte feiern den Karnevalshöhepunkt mit einem Mittfasten-Umzug, meist am Sonntag Laetare. Bekannt ist besonders der große Zug der „weißen Mönche“ (Blanc-Moussis) in Stavelot, der seit 1502 stattfindet.
In Luxemburg feiert man in Diekirch, Echternach und Remich Karneval.
In Frankreich wird Karneval in allen französischen Großstädten wie Nizza und Dunkerque und auch in vielen Kleinstädten gefeiert (Granville, Hombourg-Haut).
Im katholisch geprägten Spanien wird der Karneval in vielen Gegenden ausgiebig gefeiert. Neben großen bekannten Straßenumzügen, wie zum Beispiel dem Karneval von Santa Cruz de Tenerife und dem Karneval in Cádiz, gibt es auch regionale Volksbräuche, wie zum Beispiel das Fest La Sopa de Verges in Katalonien oder La Vijanera in Kantabrien.
In Portugal gilt der Karneval in den Küstenstädten wie Loulé an der Algarve, rund um die Kanäle Aveiros oder auf der Avenida 25 de Abril in Figueira da Foz als besonders bekannt. Dort dominieren zunehmend brasilianisch inspirierte Sambagruppen. Im Landesinneren, insbesondere im Nordosten mit seinen keltischen Wurzeln, haben sich dagegen noch ursprüngliche Karnevalsformen gehalten, beispielsweise in der Gemeinde Podence.
Zentren des Karnevals auf dem italienischen Festland sind neben dem Karneval in Venedig, in Florenz und Rom (Römischer Karneval auf dem Corso) auch Viareggio und Fano sowie auf Sizilien Acireale und Sciacca.
In Russland, der Ukraine und in Belarus wird in der Woche vor dem Beginn der orthodoxen Fastenzeit ein dem Karneval verwandtes Ereignis, die Masleniza, begangen.
In der schwedischen Hauptstadt Stockholm wird seit 1910 der Umzug Quarnevalen gefeiert.
Im griechischen Patras wurde 1980 die Föderation Europäischer Carnevalsstädte (FECC) gegründet. Es besteht auch eine deutschsprachige Sektion.

#### Außerhalb Europas

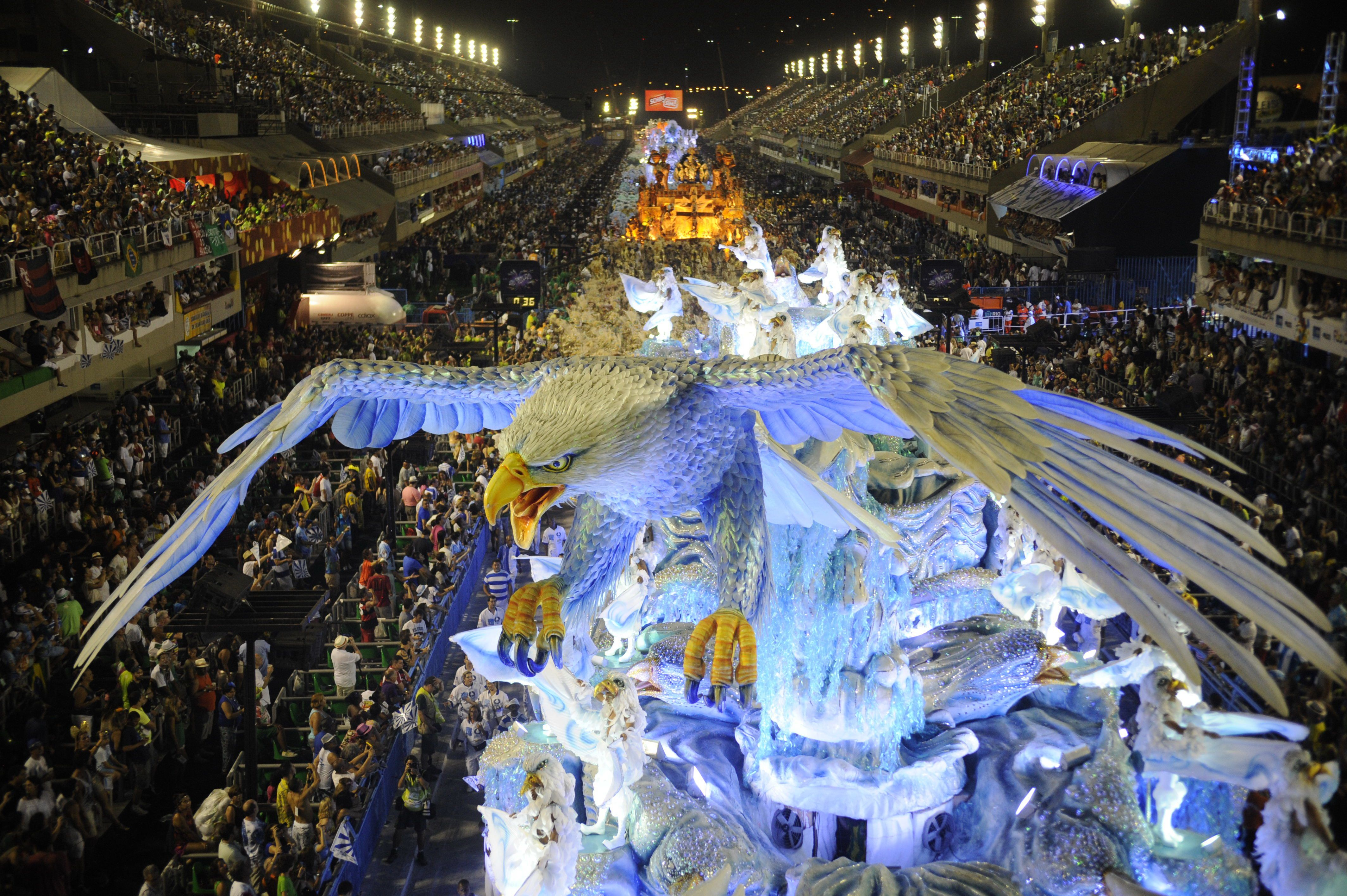
Karneval in Rio de Janeiro (2014)

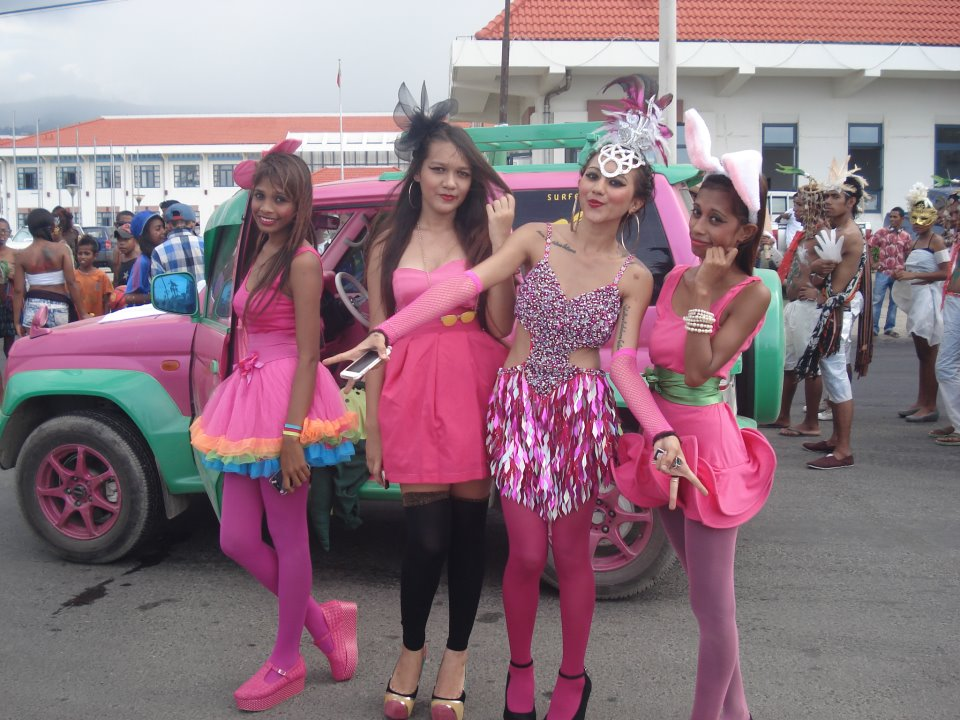
Karneval in Dili, Osttimor (2013)

In Südamerika zählen zu den Hochburgen des Karnevals außerhalb von Brasilien das bolivianische Oruro und das kolumbianische Barranquilla. Hier ist der Karneval seit dem Jahr 2003 UNESCO-Weltkulturerbe. In Mittelamerika wird Karneval unter anderem in Antigua, auf den Bahamas, Barbados, auf den Cayman Islands, in der Dominikanischen Republik, Guyana, Haiti, Kuba, Puerto Rico, Trinidad und Tobago sowie St. Kitts und Nevis gefeiert. Die bekanntesten Mardi Gras in den USA sind der Karneval von New Orleans und Mobile; in Québec (Kanada) gibt es den winterlichen Karneval von Québec.
Seit dem Jahr 1972 findet im syrischen Marmarita ein Karnevalsumzug statt, der durch nach Brasilien ausgewanderte Heimaturlauber initiiert wurde, und zwar am Abend vor Mariä Himmelfahrt, da Ausgewanderte in der Zeit gern einen Heimatbesuch machen.
Ähnlich geht auch der Karneval in Namibia auf die dortigen Deutschnamibier zurück, die ihn in den 1950er Jahren nach rheinischem Vorbild initiierten; er findet an mehreren Orten im Land zu unterschiedlichen Jahreszeiten statt. In Afrika werden größere Karnevalsfeiern mit langer Tradition in den ehemaligen portugiesischen Kolonien veranstaltet, wie der Karneval in Angola, Guinea-Bissau, Kap Verde (kreolisch, vor allem in Mindelo) und Mosambik. In anderen Orten wurde er in den letzten Jahren eingeführt, um den Tourismus zu fördern, wie in Calabar (Nigeria) (2004), Kapstadt (Südafrika) (2010), Harare (Simbabwe) (2014) oder auf den Seychellen (2011).
Portugiesischem Einfluss sind auch die Karnevalsumzüge im indischen Goa und im osttimoresischen Dili zu verdanken. Die Feierlichkeiten in Letzteren sind eine noch sehr junge Tradition. Erstmals wurden sie 2010 vom Tourismusministerium Osttimors organisiert, fanden aber großen Anklang in der Bevölkerung und spiegeln die Vielfalt der lokalen Musik- und Tanzgruppen wider, die bis zum Morgengrauen im Stadtzentrum Dilis spielen.

### Kulinarisches Brauchtum
Verbunden mit Fasching und Karneval ist auch Brauchtum rund um bestimmte Gerichte, die bevorzugt oder ausschließlich in dieser Zeit genossen werden. Kurz vor der Fastenzeit enthalten diese besonders die Zutaten, welche während der Fastenzeit verboten sind. Dies gilt nicht nur für Fleisch, sondern auch für Eier und Fett. Letzteres lässt sich auch aus vielen Bezeichnungen für Karnevalstage ableiten: Fettdienstag und Mardi gras, Martedi grasso oder Fettisdagen (französisch bzw. italienisch oder schwedisch für Fetter Dienstag).
Fett bezieht sich einerseits auf fettreiche Speisen, bei denen besonders Schweinefleisch und Speck beliebt sind. Andererseits auf Gebäck, welches in Fett ausgebacken wird. Fettgebackenes wie Berliner Pfannkuchen, Krapfen, welches überwiegend süß zubereitet wird, ist international in verschiedenen Varianten verbreitet. Häufig anzutreffen sind regionale Rezepte mit ebensolchen Bezeichnungen, die sich jedoch häufig in der Rezeptur ähneln. Eine weitere Zutat, welche in Faschingsspeisen häufig vorkommt, sind Hülsenfrüchte, besonders Erbsen und Bohnen, die als Zeichen der Fruchtbarkeit gelten (siehe auch den Brauch um den Erbsenbär).

### Traditionelle Rufe
Zur Fastnacht gehören Narrenrufe, mit denen die Karnevalisten sich begrüßen oder Büttenreden abschließen. Solche Narrenrufe sind in Deutschland regional sehr unterschiedlich. Als bekannteste und bundesweit verbreitetste gelten „Helau“ und „Alaaf“. Im Rheinland wird traditionell meist „Alaaf“ gerufen, jedoch in Düsseldorf, am Niederrhein, im Ruhrgebiet und von Mainz und Würzburg südlich „Helau“. Auch in Braunschweig rufen die Narren „Brunswick Helau“. Die Mainzer haben den Ruf „Helau“ von Düsseldorf übernommen. Auch in Westfalen ist „Helau“ der gängige Ruf, regionale Besonderheiten sind aber auch hier vorhanden. Der im Saarland übliche Narrenruf ist „Alleh Hopp!“, abgeleitet vom französischen allez hop (Los geht’s!) stammt. Bei Maskenumzügen in Süddeutschland rufen die Maskenträger häufig „Narri“. Das Publikum am Straßenrand antwortet mit „Narro“. Zahlreiche Orte in Deutschland und in den deutschsprachigen Nachbarländern haben eigene Rufe entwickelt.

### Rechtsfragen
Die genannten Karnevalstage gelten nicht als gesetzliche Feiertage, denn die Feiertagsgesetze der Bundesländer erwähnen weder den Rosenmontag noch andere Karnevalstage. Dann ist arbeitsrechtlich zu klären, wie es an jenen Tagen zu einer Arbeitsbefreiung kommen kann. In vielen Bundesländern werden jedoch Faschingsferien für Schulkinder um die Fastnachtstage gelegt.
Als so genannte betriebliche Übung wird der Umstand bezeichnet, dass eine regelmäßige Wiederholung einer bestimmten Verhaltensweise durch den Arbeitgeber vom Arbeitnehmer so aufgefasst werden darf, dass diese Verhaltensweise des Arbeitgebers auch in der Zukunft bestehen wird bzw. von Dauer ist. Wenn der Arbeitgeber den Arbeitnehmern in der Vergangenheit (mindestens drei Jahre) am Rosenmontag ohne erkennbaren Vorbehalt frei gegeben hat, dann dürfen die Arbeitnehmer darauf vertrauen, dass diese Arbeitsfreistellung am Rosenmontag auch weiterhin gilt; der Arbeitgeber kann mithin nicht stillschweigend seine Verhaltensweise plötzlich ändern. So entsteht eine rechtliche Bindung, die nur dadurch aufgehoben werden kann, wenn das Einverständnis der Arbeitnehmer erfolgt ist oder Änderungskündigungen ausgesprochen wurden. Will der Arbeitgeber verhindern, dass aus der Stetigkeit eines Verhaltens eine in die Zukunft wirkende Bindung entsteht, muss er einen entsprechenden Vorbehalt erklären. Einen Anspruch auf Arbeitsbefreiung aus regionalem Gewohnheitsrecht oder Brauchtum gibt es wiederum nicht.
Für Beamte gibt es keine betriebliche Übung, weil die Gewährung einer Dienstbefreiung am Rosenmontag im Ermessen des Dienstherrn steht. Wenn ein Richter einen Gerichtstermin auf den 11.11. um 11:11 Uhr legt, kann er deswegen nicht als befangen abgelehnt werden. Ein kleiner Scherz ist erlaubt.

## Museen in Deutschland mit Bezug zum Karneval, Fastnacht und Fasching

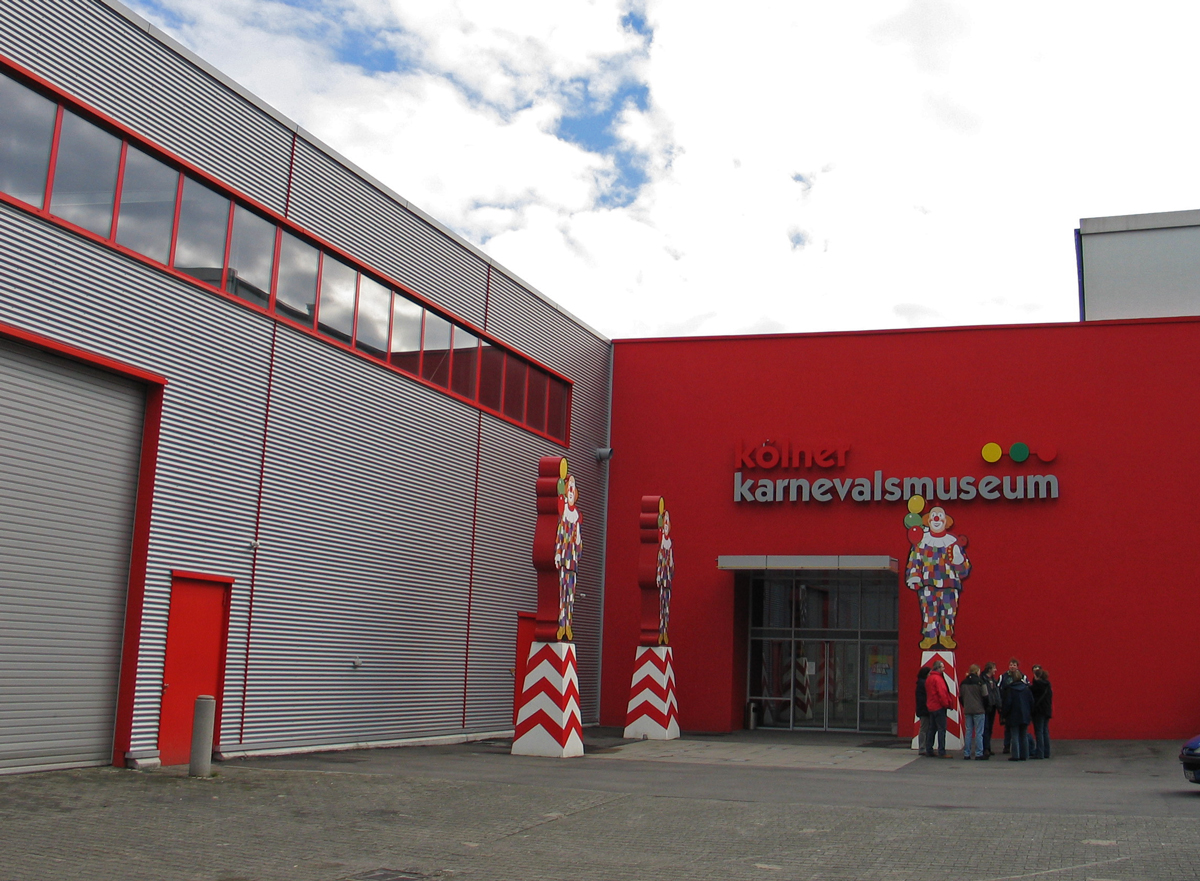
Das Kölner Karnevalsmuseum

- Das Deutsche Fastnachtmuseum in Kitzingen (Franken) ist das offizielle Museum des Bundes Deutscher Karneval.
- Düsseldorfer Haus des Karnevals, Museum und Geschäftsstelle des Comitee Düsseldorfer Carneval in der historischen Altstadt
- Kölner Karnevalsmuseum (auch KK-Museum), das größte Karnevalsmuseum in Deutschland,[60] es befindet sich im Kölner Stadtteil Ehrenfeld.
- In Koblenz gibt es seit Frühjahr 2001 das Rheinische Fastnachtsmuseum Koblenz e. V.
- Das Zentrale Karnevalsarchiv und -Museum des Ausschusses Aachener Karneval befindet sich im Haus Löwenstein am Aachener Markt.[61]
- Das Mainzer Fastnachtsmuseum liegt in der Innenstadt im ehemaligen Proviant-Magazin.
- Das Westfälische Karnevalsmuseum ist im sauerländischen Menden.
- In Duisburg gibt es das 1. Niederrheinische Karnevalsmuseum. 1973 entschloss sich der Hauptausschuss Duisburger Karneval, die Geschichte des Karnevals am Niederrhein zu dokumentieren. 1985 konnten die gesammelten Exponate erstmals ausgestellt werden, seit 1998 befindet sich das Museum in den Räumlichkeiten einer Schule im Duisburger Norden.[62]
- Der Narrenschopf Bad Dürrheim ist das Zentralmuseum der schwäbisch-alemannischen Fastnacht.
- Das privat geführte Internationale Maskenmuseum in Diedorf bei Augsburg ist mit rund 9000 ausgestellten authentisch getragenen und alten Masken das größte seiner Art. Es erforscht und archiviert weltweite Maskenkulturen, die in einer großen Bibliothek und einer Mediensammlung zusätzlich zu den Exponaten zugänglich gemacht werden sollen.[63]
- Das Haus der Badisch-Pfälzischen Fasnacht gibt es in Speyer.
- Im Dürener Stadtteil Lendersdorf befindet sich das Kulturhistorische Karnevalsmuseum des Regionalverbandes Düren im Bund Deutscher Karneval.
- In Eschweiler gibt es ein Museum nebst Förderverein.
- Das Fasnachtsmuseum Schloss Langenstein liegt bei Eigeltingen im Hegau.
- In Goch betreibt das Festkomitee Gocher Karneval (RZK) seit dem Jahr 2008 ein Karnevalsmuseum im historischen Steintor.[64]